# 動植綵絵

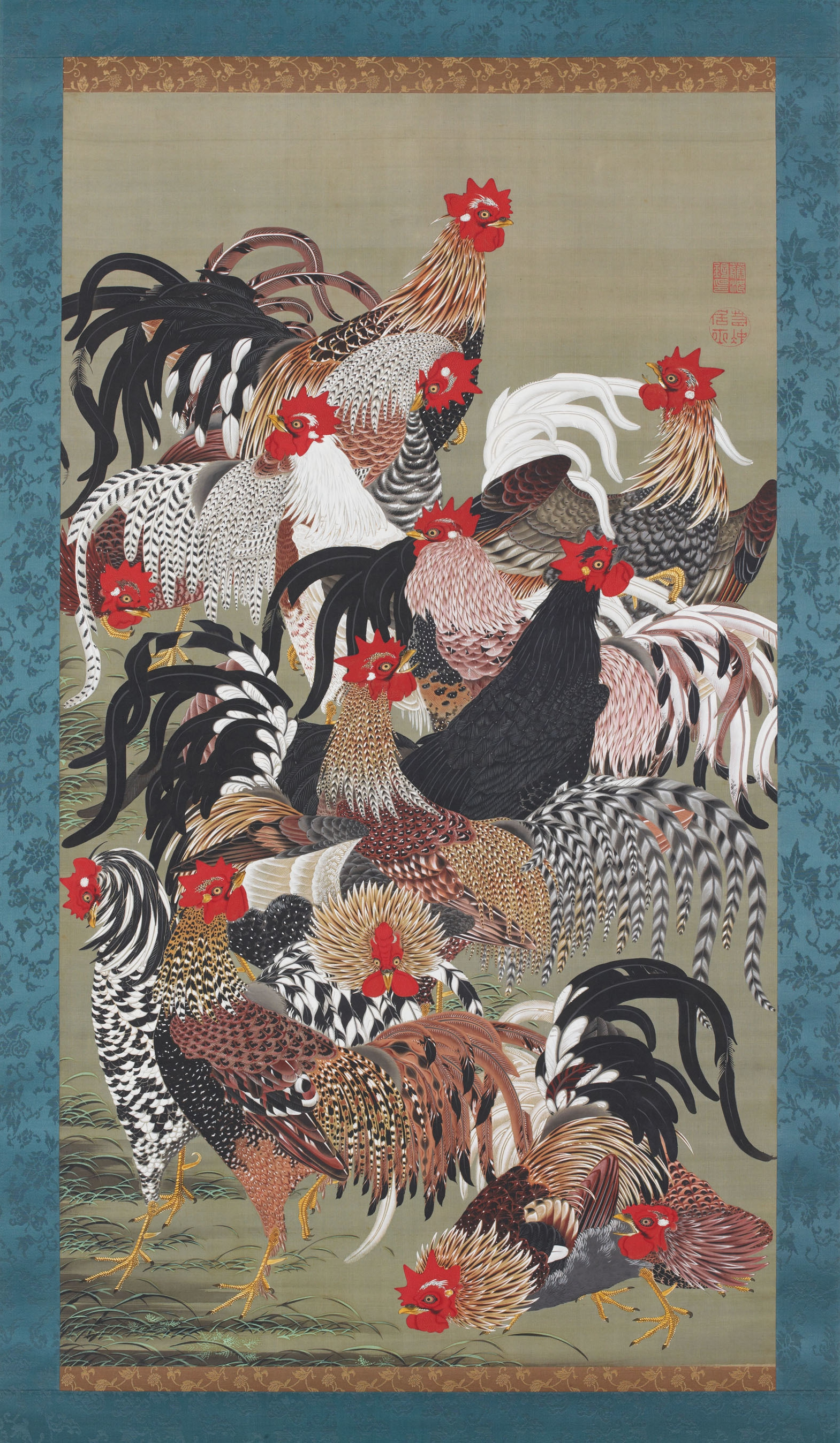
『動植綵絵』の内「群鶏図」

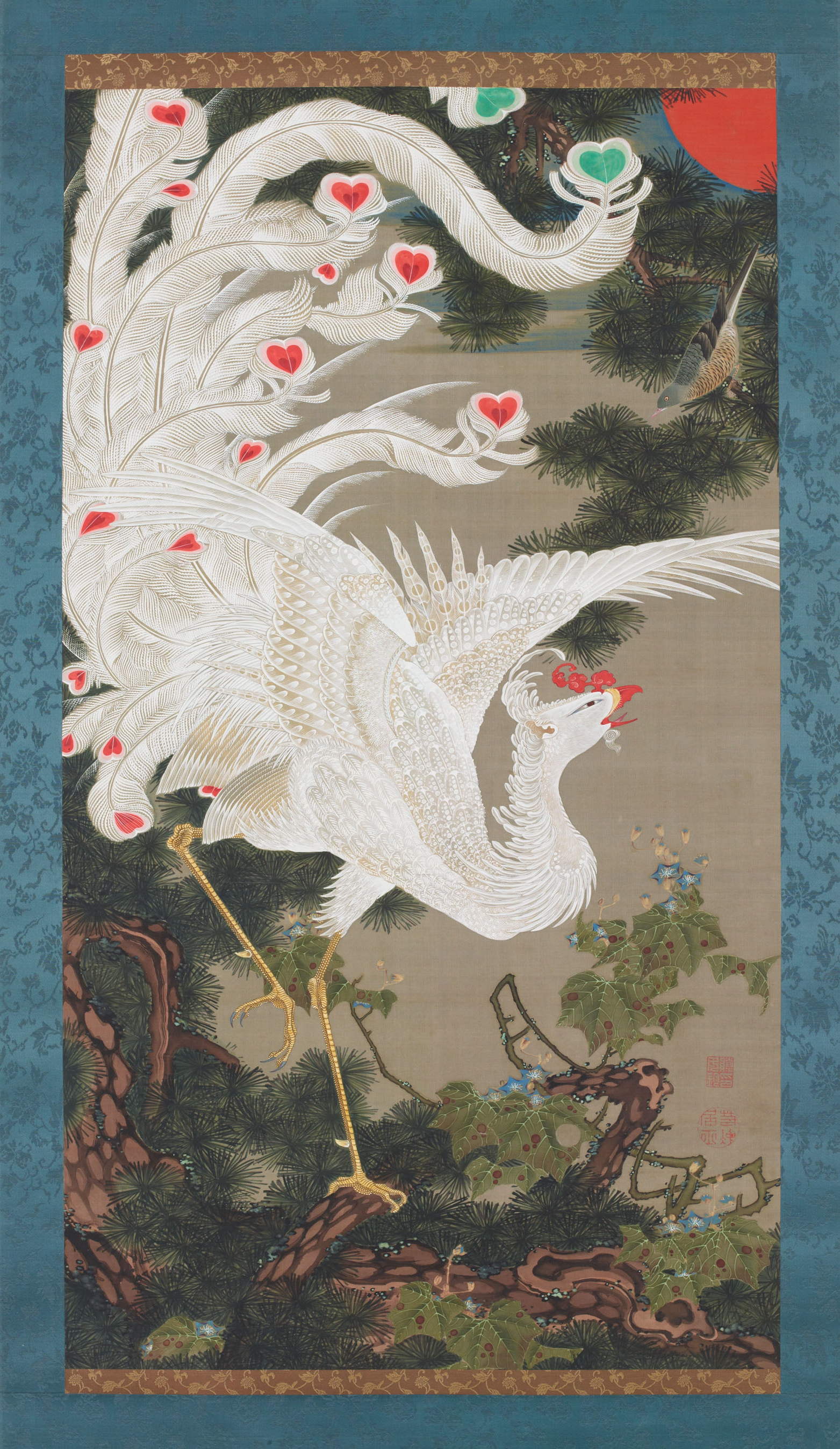
『動植綵絵』の内「老松白鳳図」

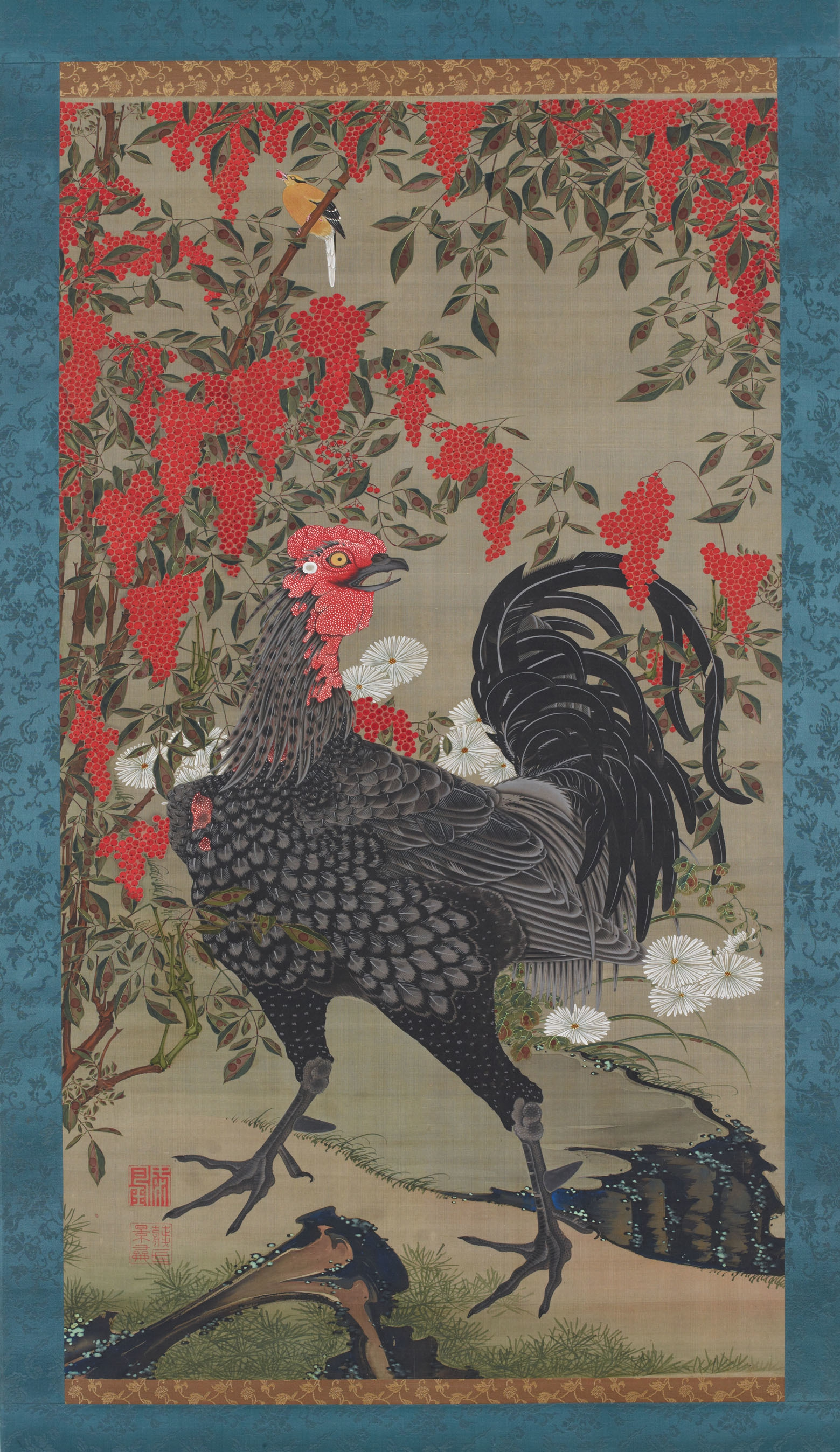
『動植綵絵』の内「南天雄鶏図」

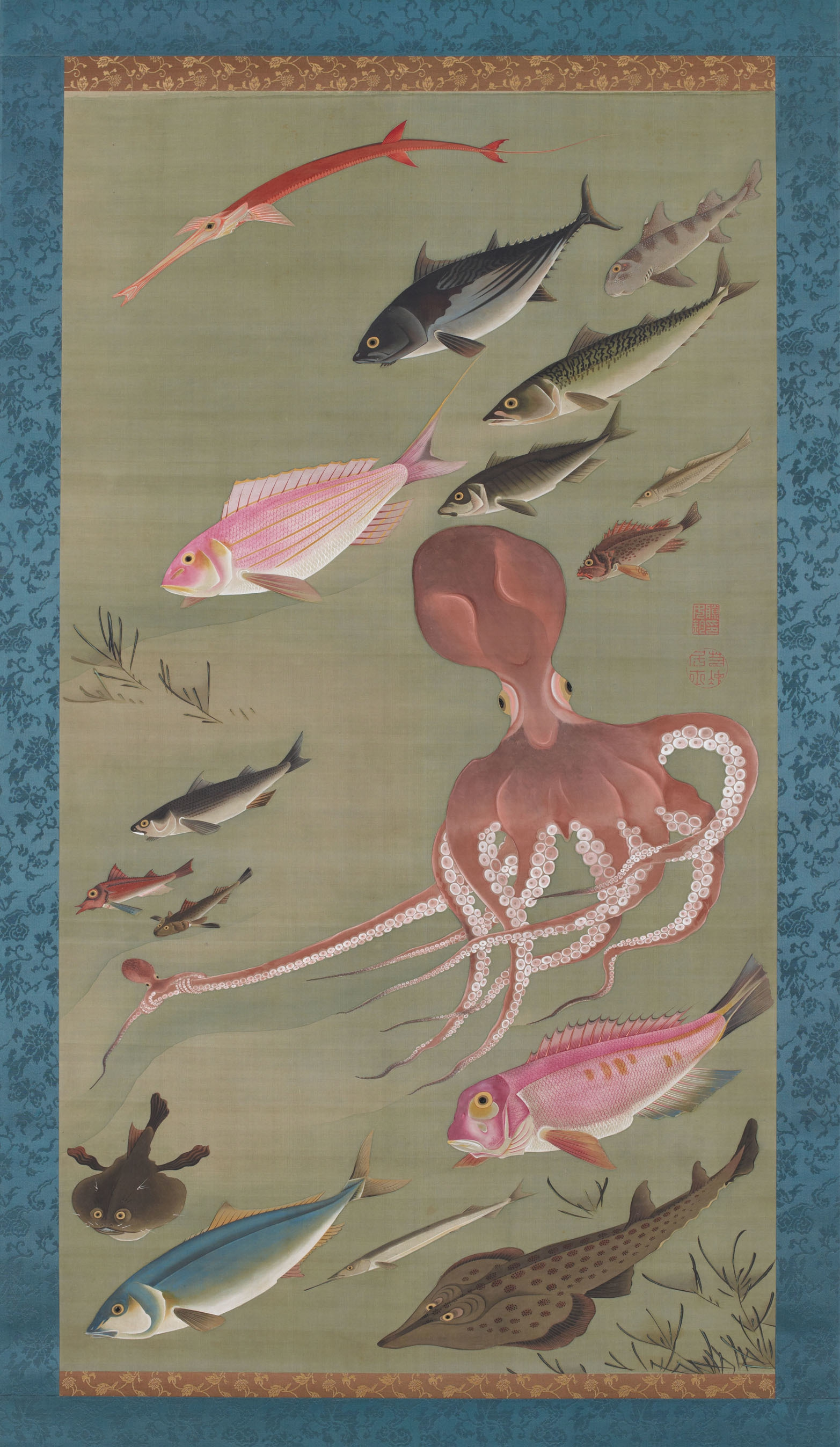
『動植綵絵』の内「諸魚図」

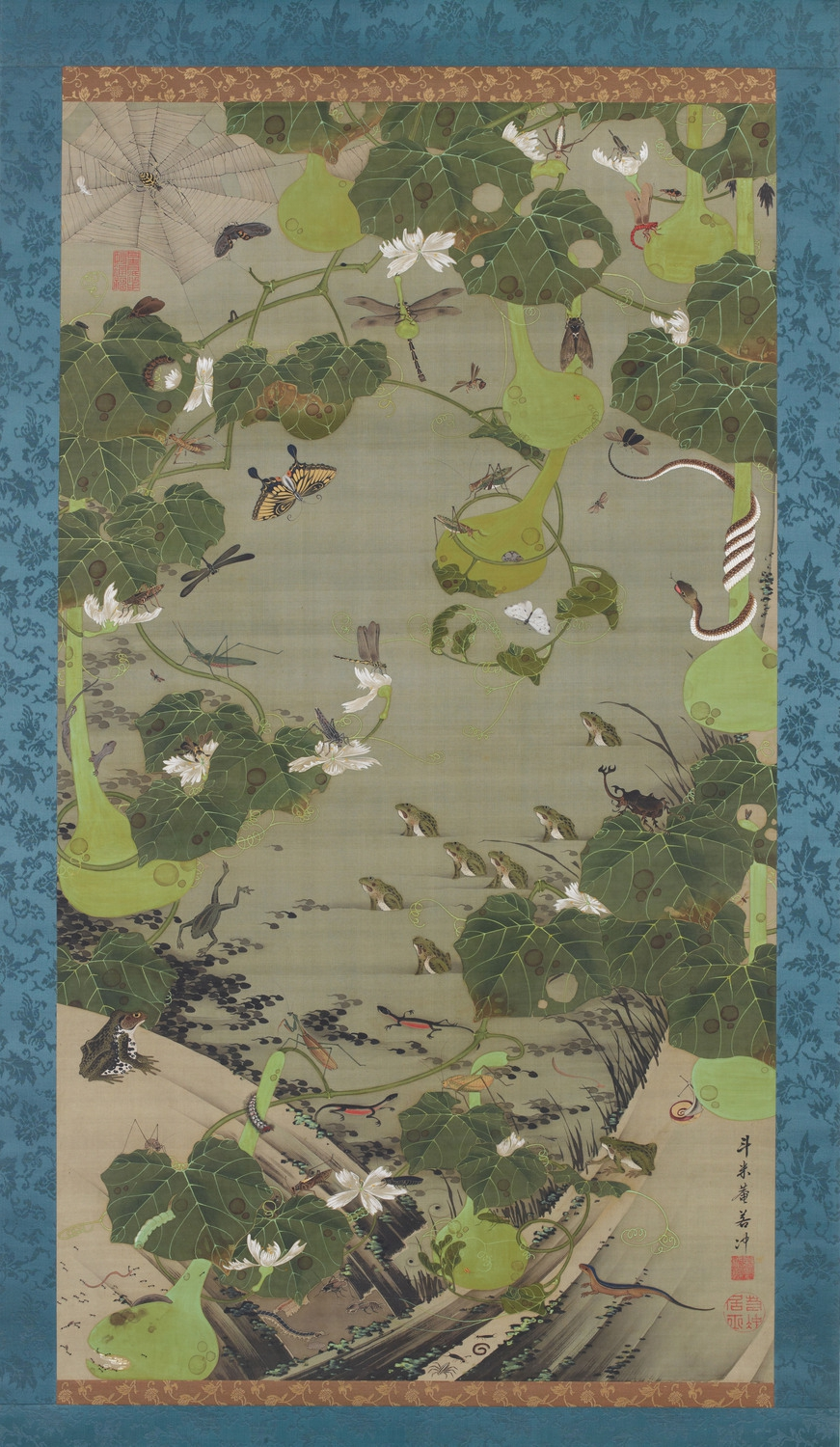
『動植綵絵』の内「池辺群虫図」

『動植綵絵』（どうしょく さいえ）は、近世日本の画家・伊藤若冲の代表作の一つ。江戸時代中期にあたる宝暦7年頃（1757年）から明和3年（1766年）頃にかけての時期に制作、30幅からなる日本画であり、動植物を描いた彩色画。三の丸尚蔵館蔵。国宝。

## 概要
絹本著色（）。鳥、鳳凰、草花、魚介類などが、さまざまな色彩と形態のアラベスクを織り成す、華麗な作品群である。綿密な写生に基づきながら、その画面にはどこか近代のシュルレアリスムにも通じる幻想的な雰囲気が漂う。また、当時の最高品質の画絹や絵具（日本で初めてベロ藍を用いた例である）を惜しみなく使用したため、200年以上たった現在でも保存状態が良く、褪色も少ない。『動植綵絵』は『釈迦三尊図』（絹本着色、3幅対）と共に、両親と弟、そして若冲自身の永代供養を願って相国寺に寄進された。『動植綵絵』の名前は、この時若冲自身が書いた寄進状の中で『動植綵絵』と記していることに由来する。若冲は「山川草木悉皆仏性」の思想を、観音経にある「三十三応身」になぞらえて描き出したと考えられる。
相国寺では毎年6月17日に厳修される「観音懺法会」の折に、これら33幅を掛けて参拝者に一般公開し、参道は出店が立ち並ぶほど賑わったという。明治22年（1889年）3月『釈迦三尊図』だけは寺に残し、若冲の寄進状と売茶翁の一行書と共に明治天皇に献納された。この時の下賜金1万円のおかげで、相国寺は廃仏毀釈の波で窮乏した時期でも1万8000坪の敷地を維持できた。皇室御物となった『動植綵絵』は、重要な賓客を迎える際の装飾としてその都度使用され、『動植綵絵』の力強い描線と濃彩は明治宮殿の洋風の内装とも好く調和したという。また、明治37年（1904年）セントルイス万国博覧会では、川島織物が、動植綵絵のうち織物に適した15幅を綴織で再現し、10幅をパネル仕立てにしてはめ込み、天井にも若冲の草花図を元にした染織品をはめた「若冲の間」を出品し、金賞1枚と金牌2個を受賞している。
現在は宮内庁が管理しており、平成19年（2007年）に相国寺において120年ぶりに『動植綵絵』全30幅と『釈迦三尊図』が同時公開された。平成21年（2009年）には東京国立博物館において東京では93年ぶりに全30幅が同時公開され、さらに若冲生誕300周年を記念して平成28年（2016年）には東京都美術館において東京では初めて『動植綵絵』全30幅と『釈迦三尊図』が同時公開された。

## 作品
制作時期の区分は辻惟雄の3期説に基づく。副題は若冲の禅の師でもある僧・大典顕常の『藤景和画記』に記されたもの。

### 第1期
宝暦7年（1757年）頃 - 宝暦10年（1760年）頃
- 01. 芍薬群蝶図　（しゃくやく ぐんちょうず） ：副題「艶霞香風」。芍薬の花に蝶達が遊ぶ。
- 02. 梅花小禽図　（ばいか しょうきんず） ：副題「碧波粉英」。宝暦8年（1758年）春。咲き誇る梅の花に戯れる小鳥達（鶯?）。
- 03. 雪中鴛鴦図　（せっちゅう えんおうず） ：副題「寒渚聚奇」。宝暦9年（1759年）2月。雪の降り積もる冬の川辺に暮らす鳥達を描く。鴛鴦の番（つがい）に雉鳩、ほか。
- 04. 秋塘群雀図　（しゅうとう ぐんじゃくず） ：副題「野田楽生」。宝暦9年（1759年）8月。稗の穂が実る秋の野に空に飛び交う無数の雀達。
- 05. 向日葵雄鶏図　（ひまわり ゆうけいず） ：副題「初陽映発」。宝暦9年（1759年）8月。向日葵に雄鶏。
- 06. 紫陽花双鶏図　（あじさい そうけいず） ：副題「堆雲畳霞」。宝暦9年（1759年）秋。紫陽花に鶏の番。米国カリフォルニア州、エツコ＆ジョー・プライス・コレクション（Etsuko and Joe Price Collection）所蔵の同名作品とは同工異曲[11]。
- 07. 大鶏雌雄図　（たいけい しゆうず） ：副題「聯歩祝祝」。宝暦9年（1759年）。堂々たる雄鶏と小さな雌鶏。
- 08. 梅花皓月図　（ばいか こうげつず） ：副題「羅浮寒色」。咲き誇る梅の花と名月。
- 09. 老松孔雀図　（ろうしょう くじゃくず） ：副題「芳時媚景」。松の古木の深い緑に牡丹の花の紅と白、その中で輝くように立つ白い孔雀。
- 10. 芙蓉双鶏図　（ふよう そうけいず） ：副題「芳園翔歩」。咲き乱れる芙蓉の花に遊ぶ鶏の番。
- 11. 老松白鶏図　（ろうしょう はっけいず） ：副題「晴旭三唱」。古松の枝に白い鶏の番。
- 12. 老松鸚鵡図　（ろうしょう おうむず） ：副題「隴客来集」。松の老木に鸚鵡が3羽。

### 第2期
宝暦11年（1761年）頃 - 明和2年（1765年）頃
- 13. 芦鵞図　（ろがず） ：宝暦11年（1761年）春。芦原の岸に佇む鵞鳥。
- 14. 南天雄鶏図　（なんてん ゆうけいず） ：明和2年（1765年）。赤い実のなる南天を背に黒い雄鶏が猛る。
- 15. 梅花群鶴図　（ばいか ぐんかくず） ：梅の花と丹頂の群れ。
- 16. 棕櫚雄鶏図　（しゅろ ゆうけいず） ：棕櫚の森に黒と白2羽の雄鶏。
- 17. 蓮池遊魚図　（れんち ゆうぎょず） ：蓮池に泳ぐ魚の群れ。鮎9匹に追河1匹。
- 18. 桃花小禽図　（とうか しょうきんず） ：花咲く桃の木に遊ぶ白い鳩達、小鳥達。
- 19. 雪中錦鶏図　（せっちゅう きんけいず） ：雪に包まれる牡丹と松と2羽の錦鶏。
- 20. 群鶏図　（ぐんけいず） ：13羽の雄鶏。
- 21. 薔薇小禽図　（ばら しょうきんず） ：薔薇の紅白に小鳥が1羽。
- 22. 牡丹小禽図　（ぼたん しょうきんず） ：一面に咲き乱れる牡丹と2羽の小鳥。
- 23. 池辺群虫図（池辺群蟲図）　（ちへん ぐんちゅうず） ：瓢箪がたわわに実り、蛙、蛇、井守、蜘蛛、蜻蛉、蝶など、虫たちが集う池。
- 24. 貝甲図　（ばいこうず） ：磯はちりばめられたような貝づくし。「貝甲」は「貝殻」の意。

### 第3期
明和2年（1765年）頃 - 明和3年（1766年）頃
- 25. 老松白鳳図　（ろうしょう はくほうず） ：旭日と、老いた松に留まる白い鳳凰。
- 26. 芦雁図　（ろがんず） ：冬の芦原に落雁。
- 27. 諸魚図　（しょぎょず） ：海を泳ぐ魚介の図。蛸に甘鯛、鰤、鰹、鱵、等々。
- 28. 群魚図　（ぐんぎょず） ：海を泳ぐ魚介の図。真鯛に虎河豚、鰡、甲烏賊、撞木鮫、等々。画左下のルリハタの体とヒレには、画材として「紺青」が使用されている。これは現在確認されている中で、日本で最も古い使用例である。
- 29. 菊花流水図　（きくか りゅうすいず） ：白い菊の花と葉の蒼、流れる清水。
- 30. 紅葉小禽図　（こうよう しょうきんず） ：紅葉の枝に遊ぶ2羽の青い鳥（大瑠璃）。

## 釈迦三尊像を伴う一堂展観
本来は法要の折に相国寺において堂内を荘厳（）するためセットとして一堂に掛けられたものだったが、上述のように1889年（明治22年）に「動植綵絵」が皇室に献納されて以来、「釈迦三尊像」とは別々に所蔵されている。2018年（平成30年）現在、「釈迦三尊像」3幅は相国寺の承天閣美術館に、「動植綵絵」30幅は三の丸尚蔵館にそれぞれ所蔵されている。1889年以降、全33幅が一堂に展観されたのは2018年までに以下の4度だけである。
『開基足利義満600年忌記念　若冲展』
- 京都市：相国寺 承天閣美術館
  - 主催：相国寺、日本経済新聞社
  - 会期：2007年5月13日～6月3日（会期中無休）

足利義満600年忌を記念した展覧会。120年ぶりに実現した初めての一堂展観である。
『伊藤若冲　日本花鳥画展』
- ワシントンD.C.：ナショナル・ギャラリー西館
  - 主催：宮内庁、日本経済新聞社など
  - 会期：2012年3月30日～4月29日

日本が3000本の桜をワシントンD.C.に寄贈して100周年になったのを記念した展覧会。海外で初めての一堂展観である。
『生誕300年記念 若冲展』
- 東京都：東京都美術館 企画展示室
  - 主催：東京都美術館（公益財団法人東京都歴史文化財団）、日本経済新聞社、NHK、NHKプロモーション
  - 会期：2016年4月22日～5月24日（休室：4月25日、5月9日）

伊藤若冲生誕300周年を記念した展覧会。東京で初めての一堂展観である。
『若冲 - ＜動植綵絵＞を中心に』
- パリ：パリ市立プティ・パレ美術館 1階大フロア
  - 主催：国際交流基金、日本経済新聞社、宮内庁、パリ市立プティ・パレ美術館/パリミュゼ
  - 会期：2018年9月15日～10月14日（月曜休館）

日仏両政府が連携してパリを中心に開催する日本文化の祭典「ジャポニズム2018」の柱の一つとして日本側が発案した。ワシントンD.C.に次ぐ海外展である。

## ギャラリー
『動植綵絵』のうち

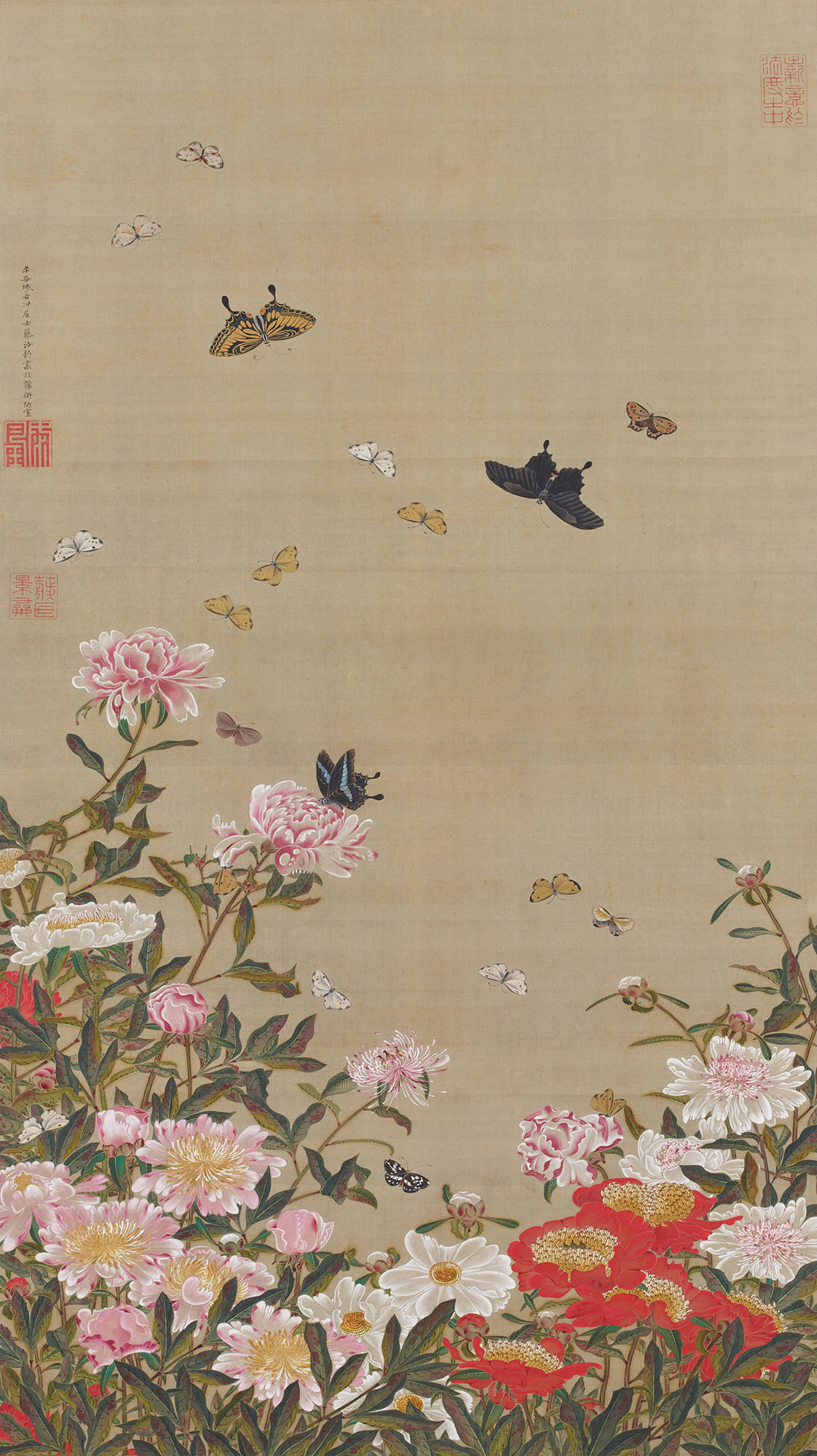
01. 芍薬群蝶図
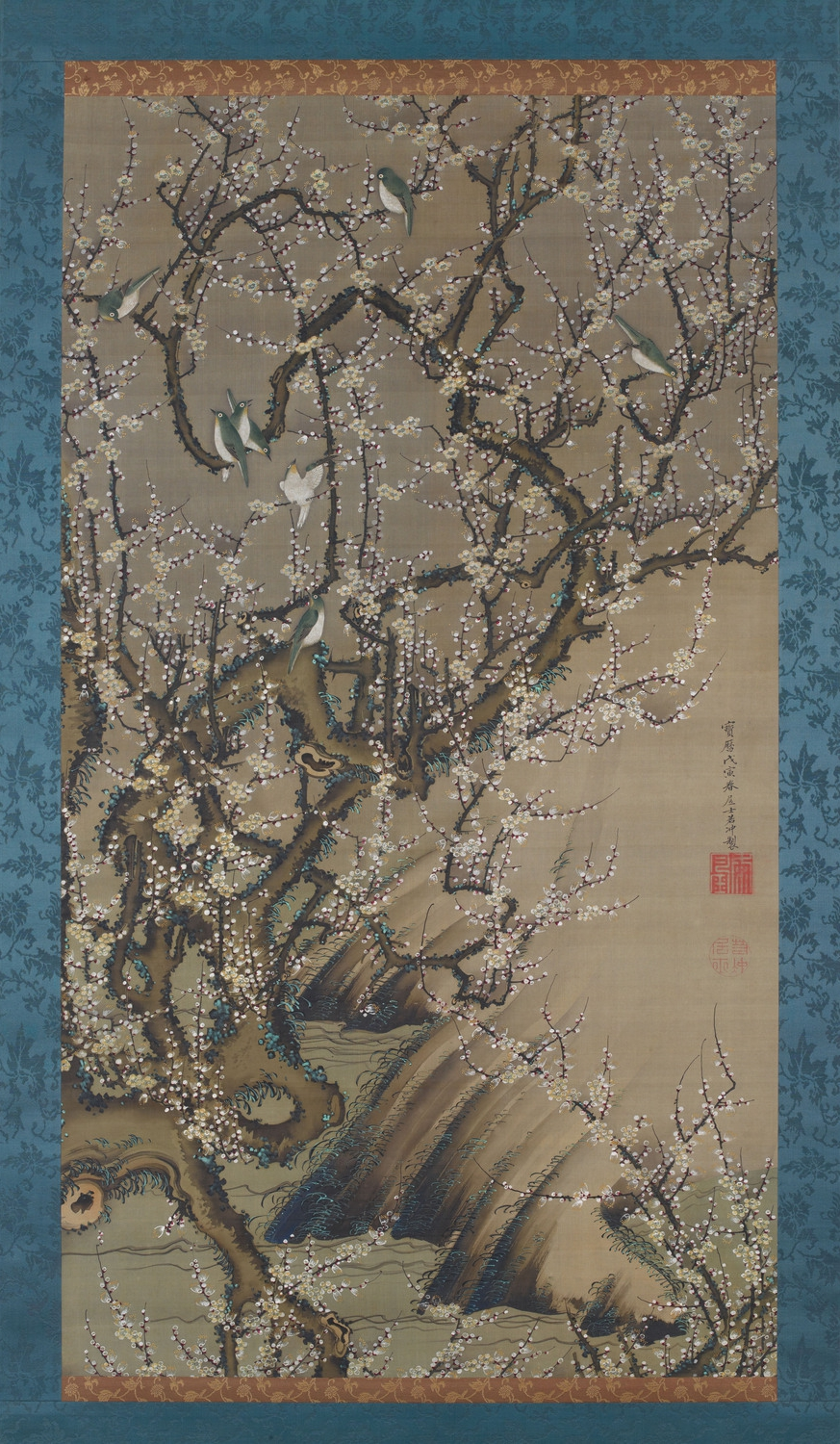
02. 梅花小禽図
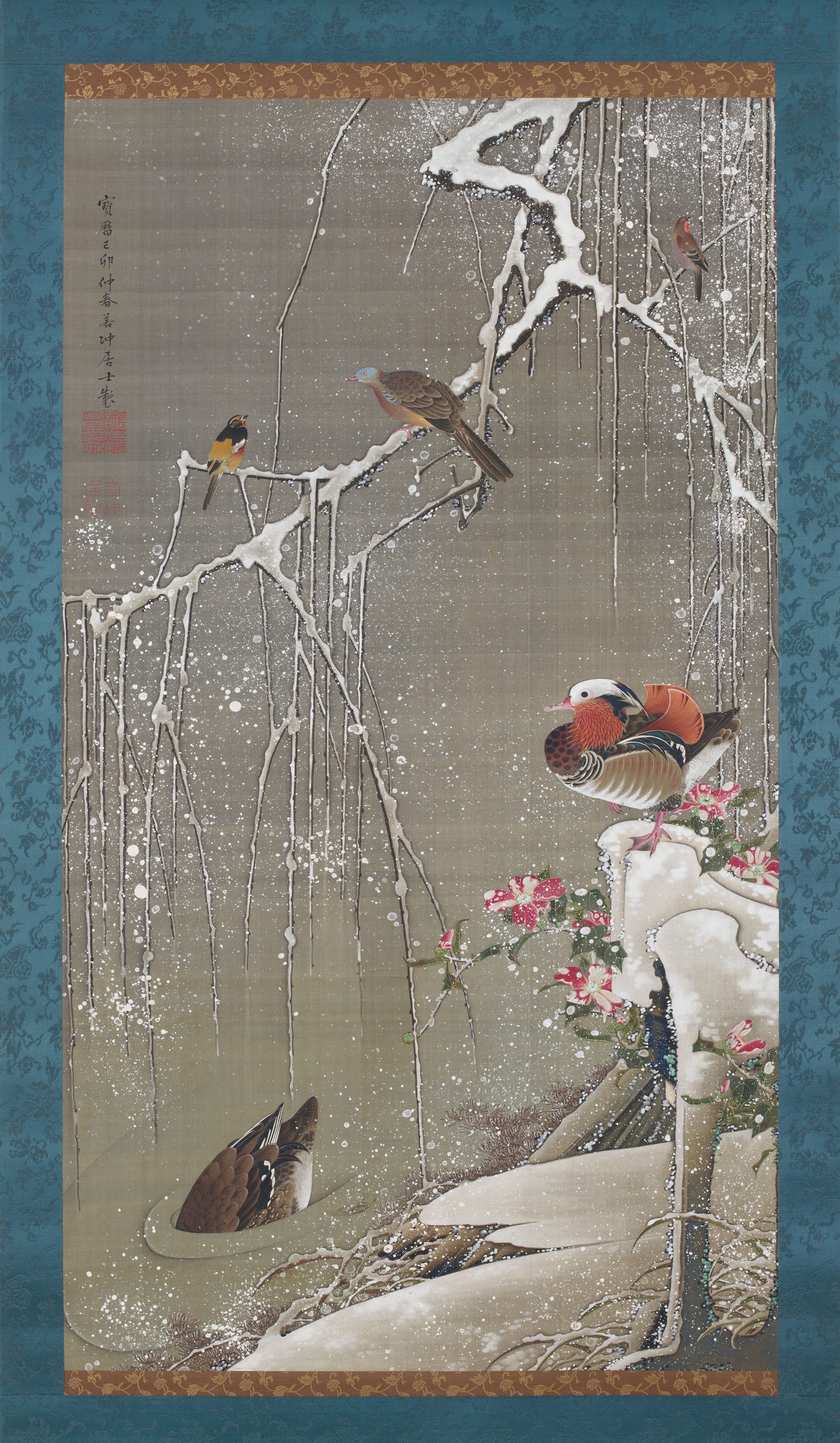
03. 雪中鴛鴦図
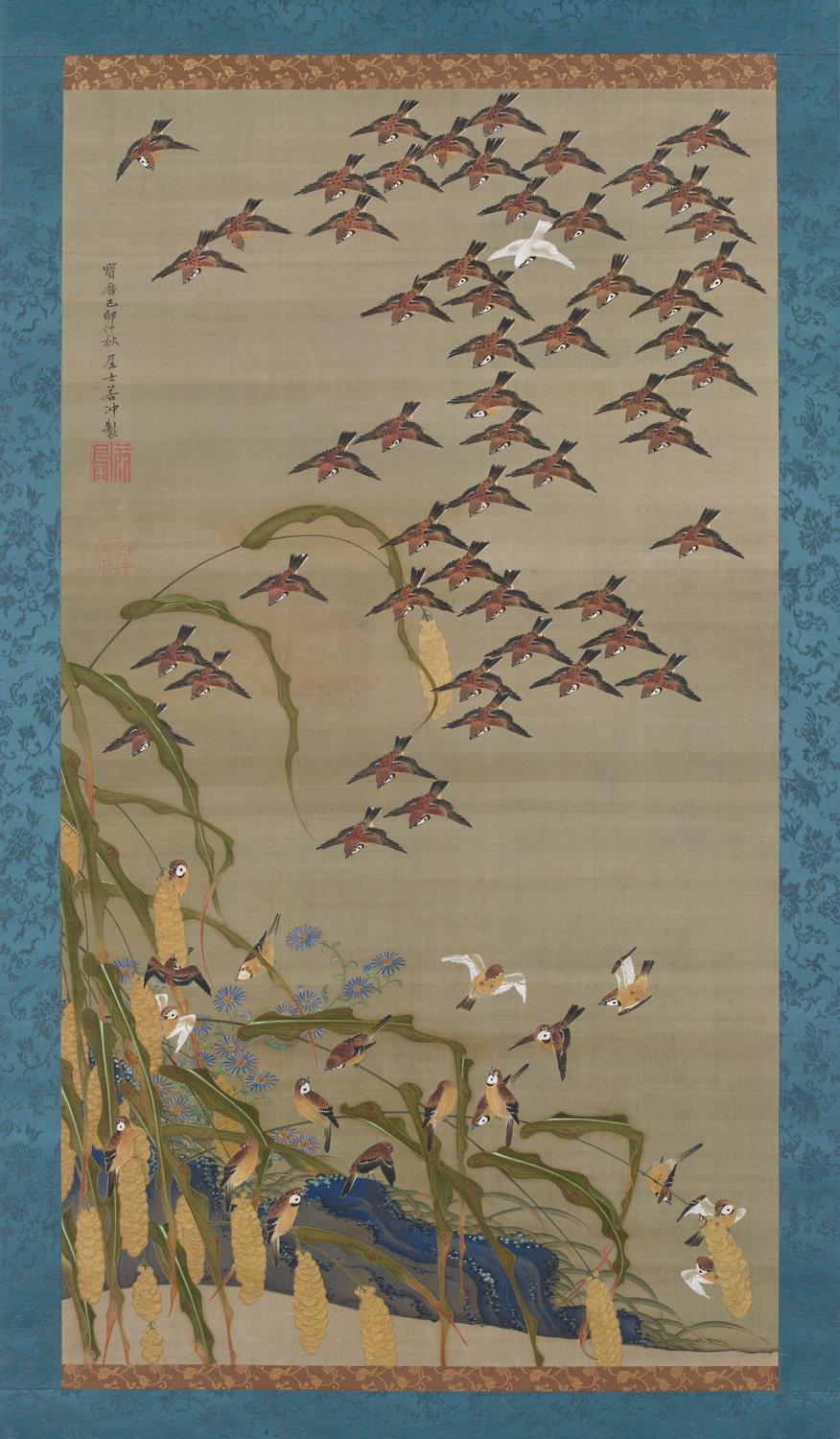
04. 秋塘群雀図
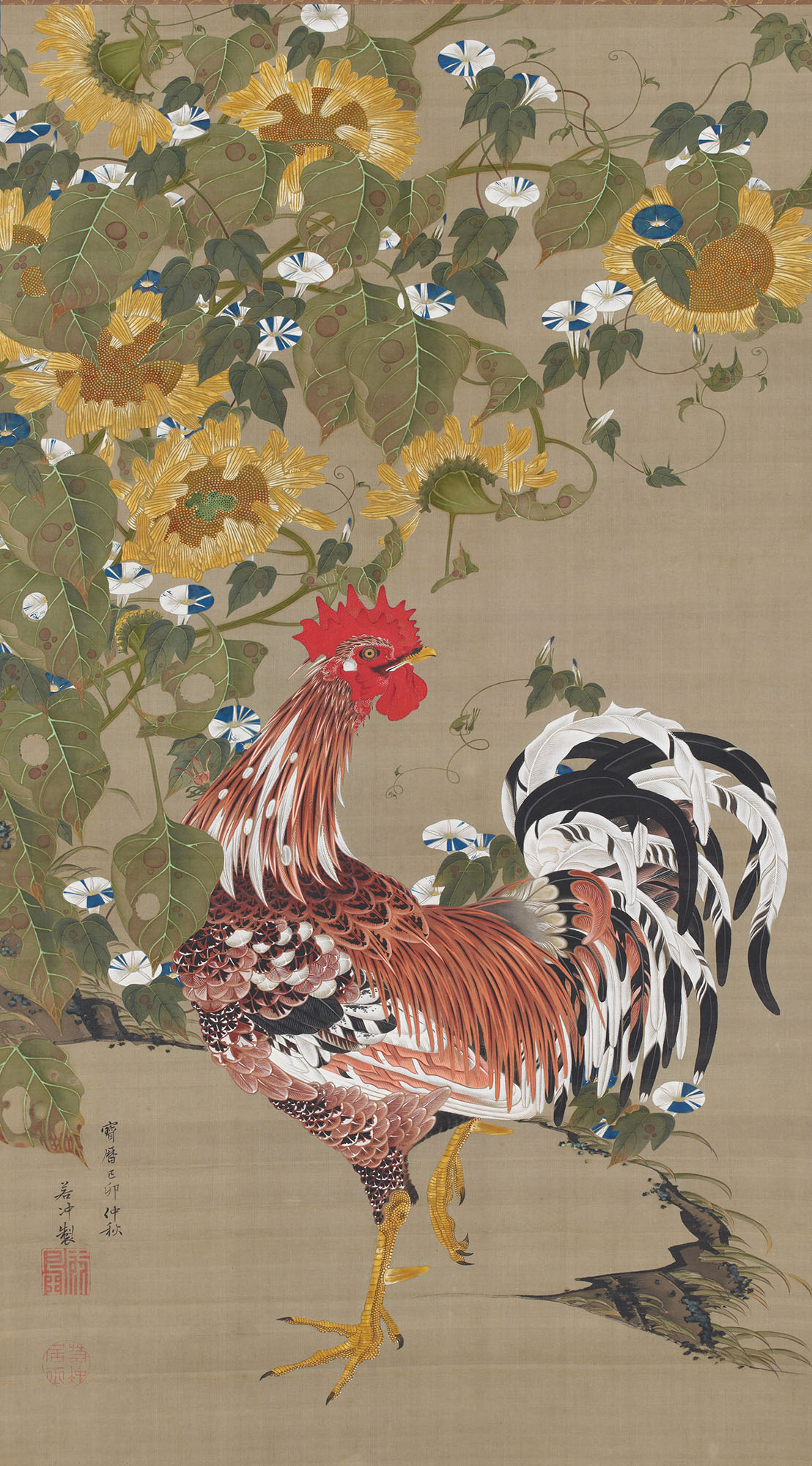
05. 向日葵雄鶏図
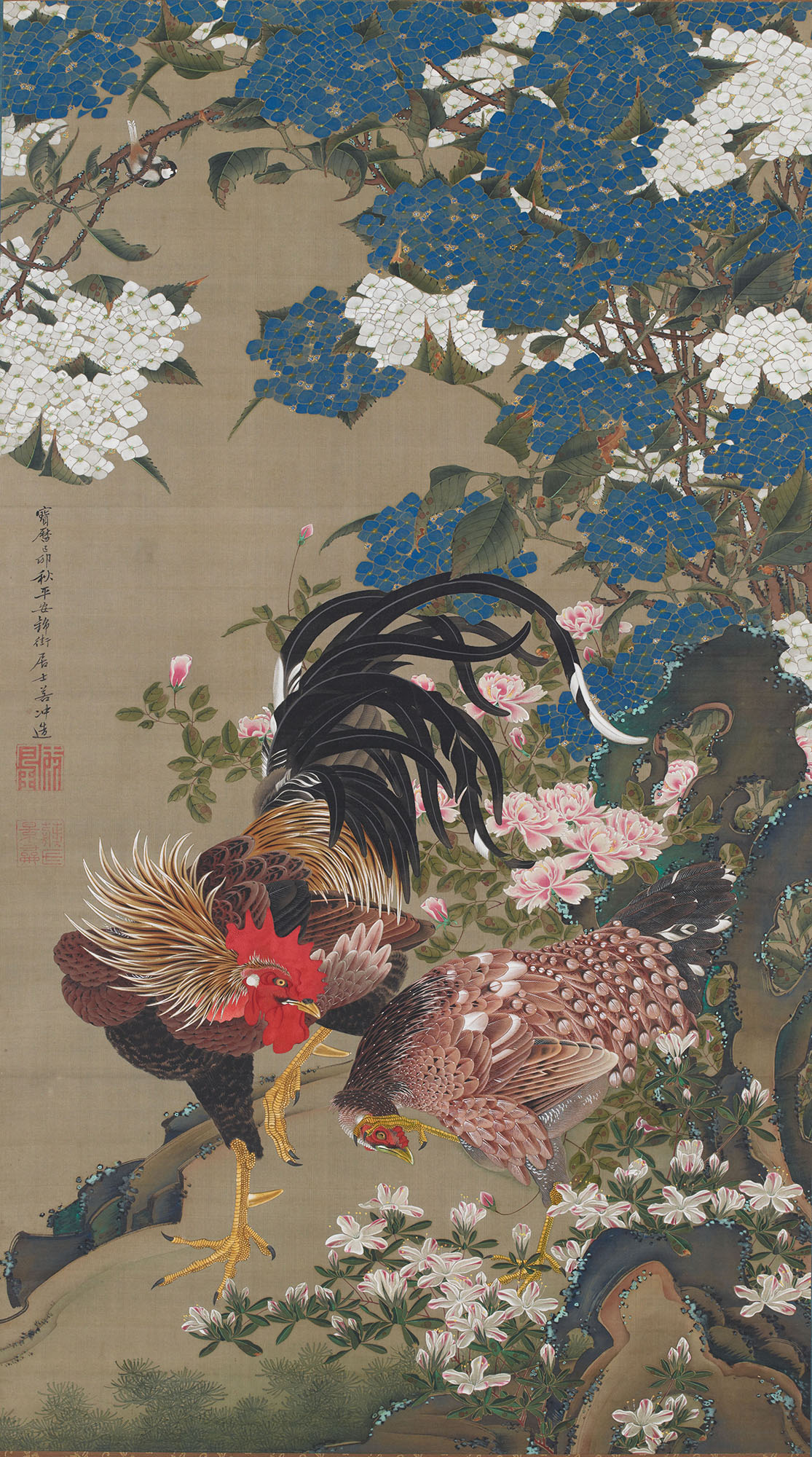
06. 紫陽花双鶏図
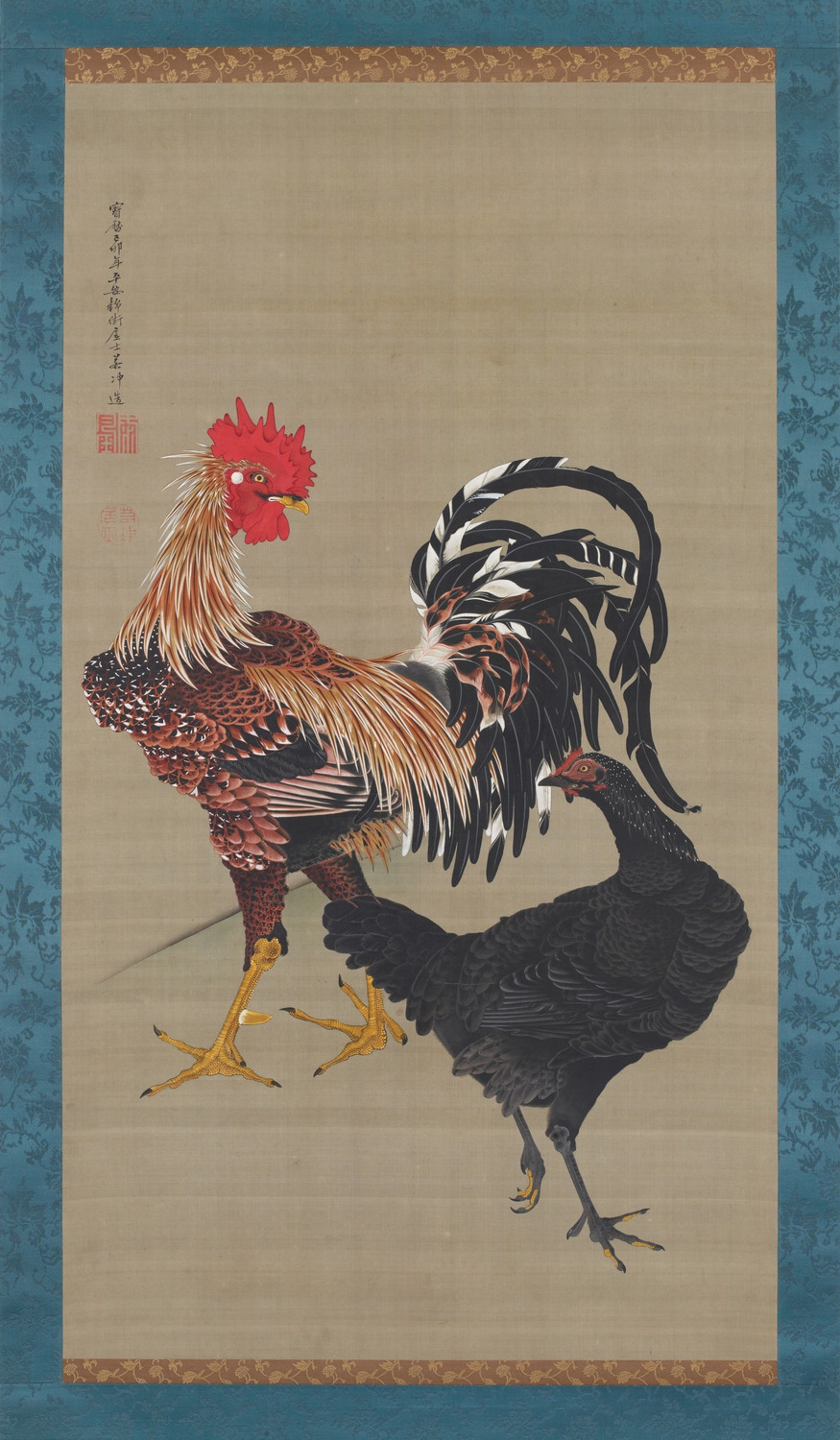
07. 大鶏雌雄図
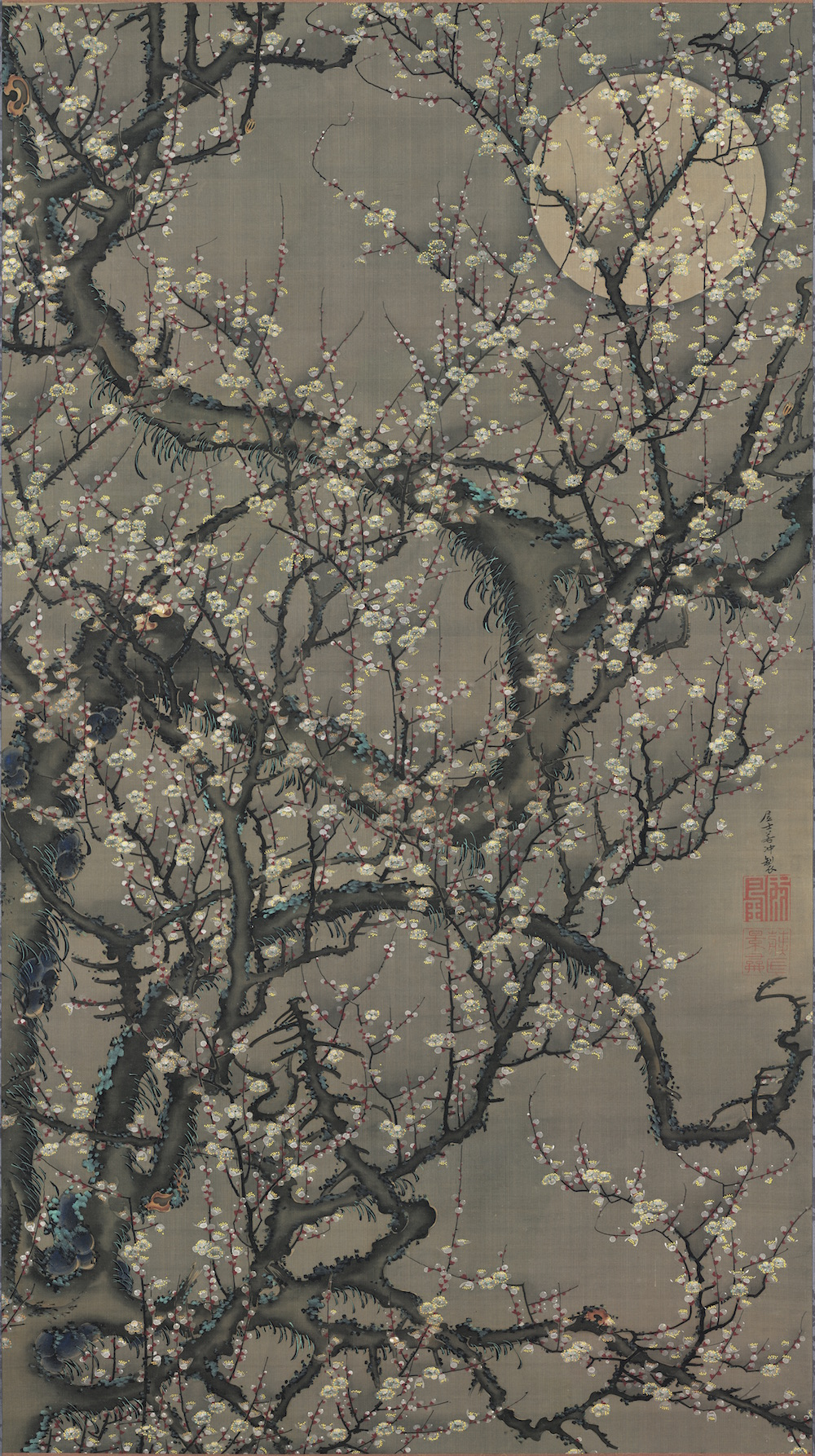
08. 梅花皓月図
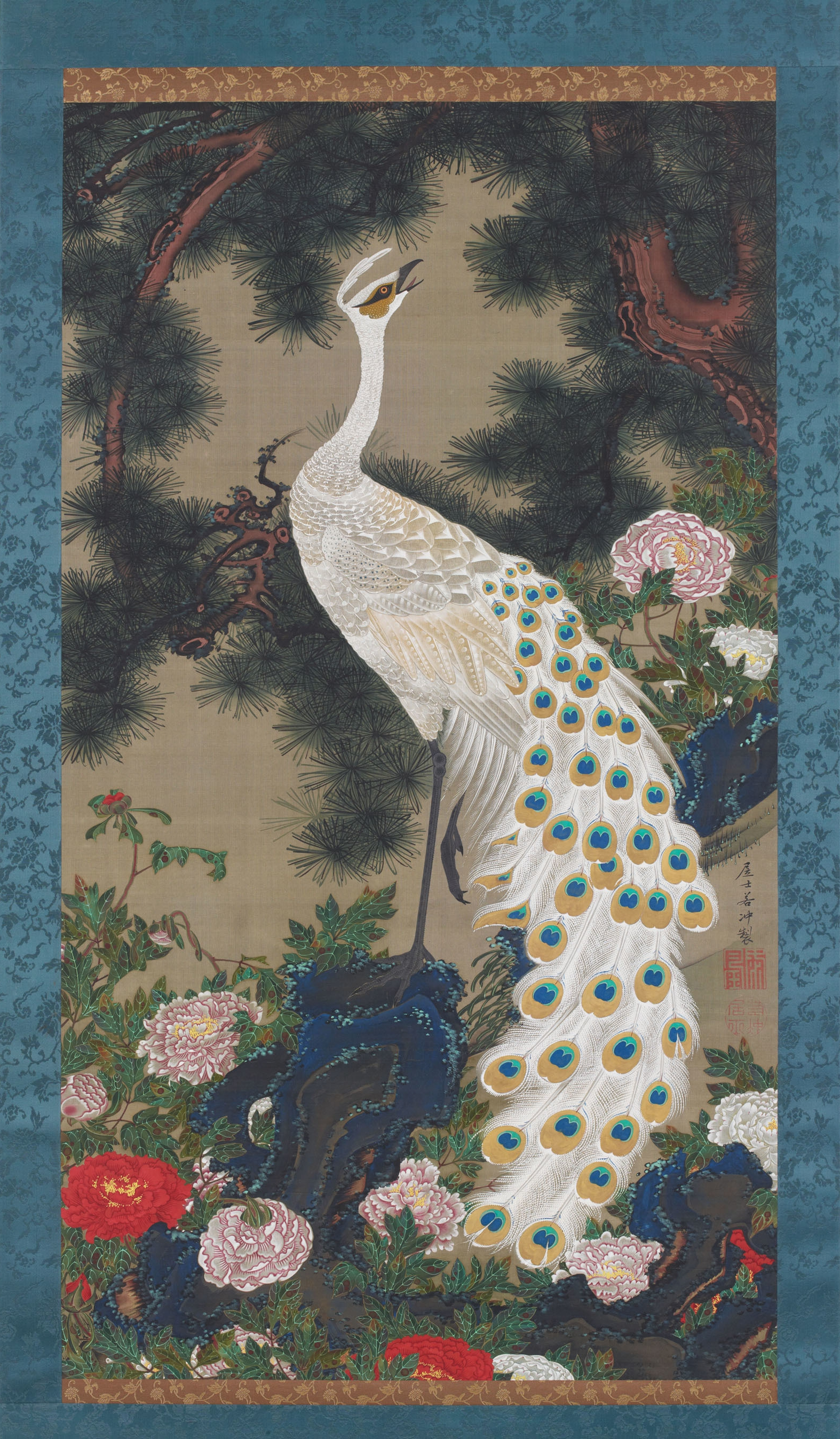
09. 老松孔雀図
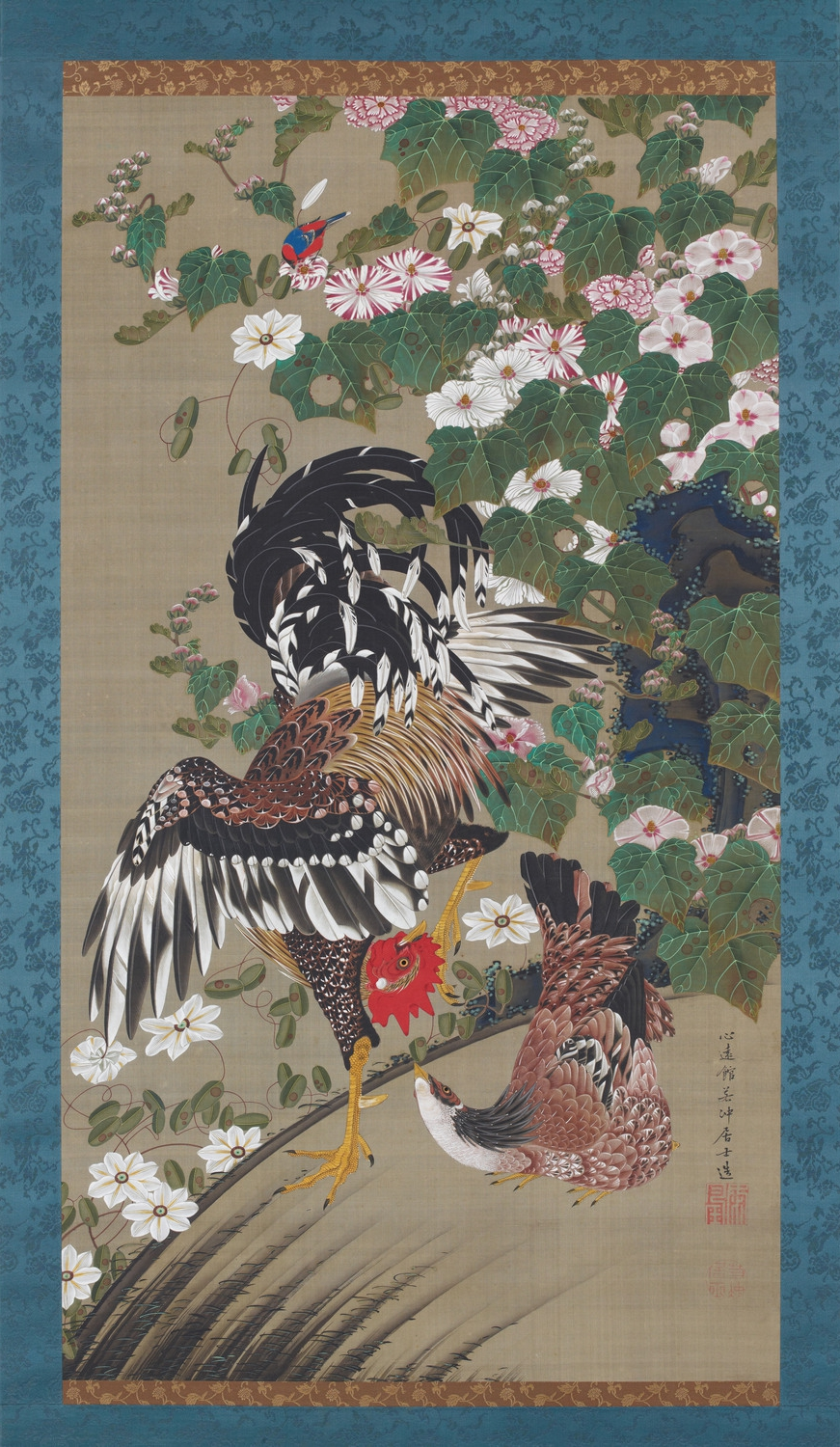
10. 芙蓉双鶏図
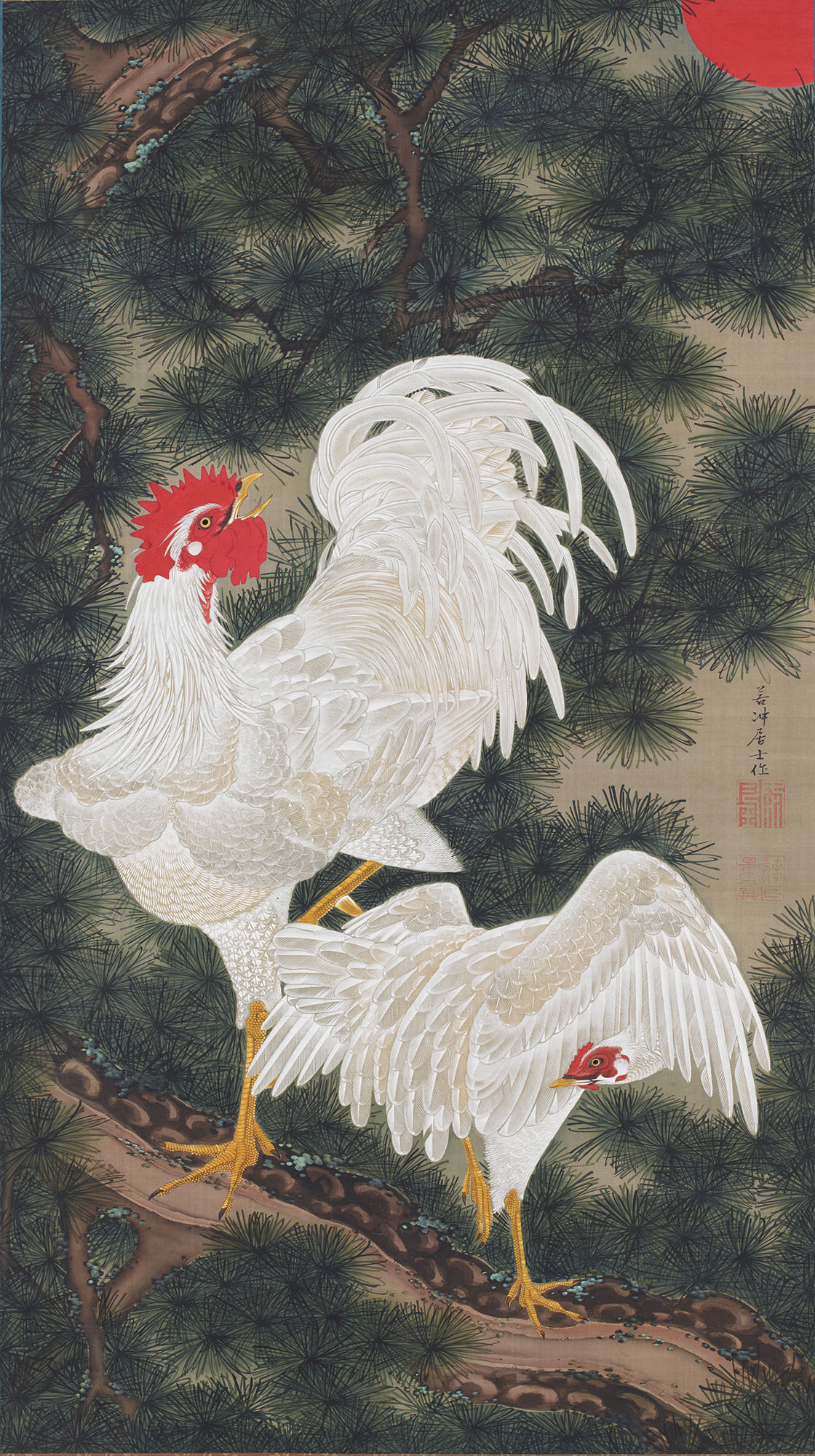
11. 老松白鶏図
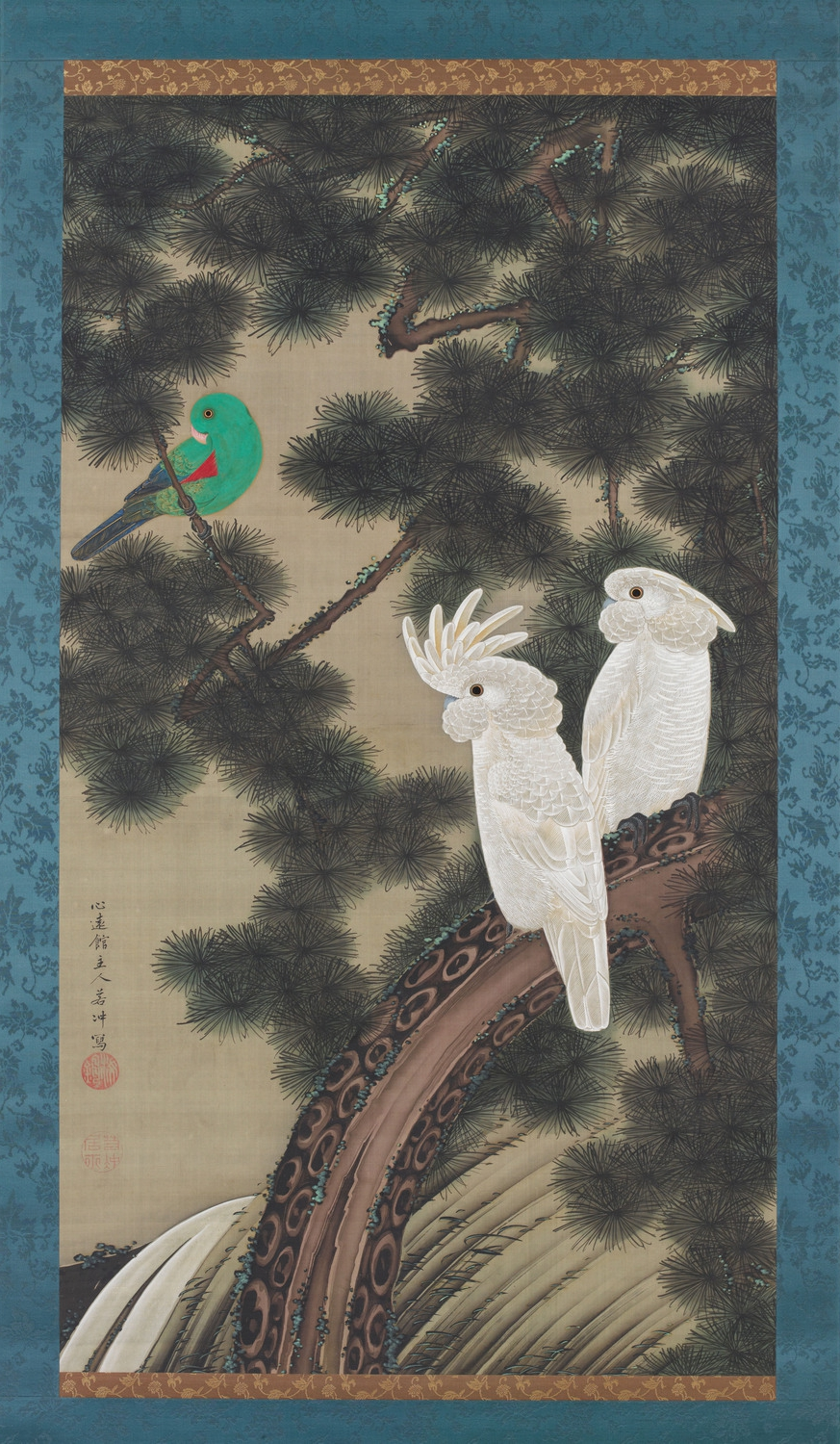
12. 老松鸚鵡図
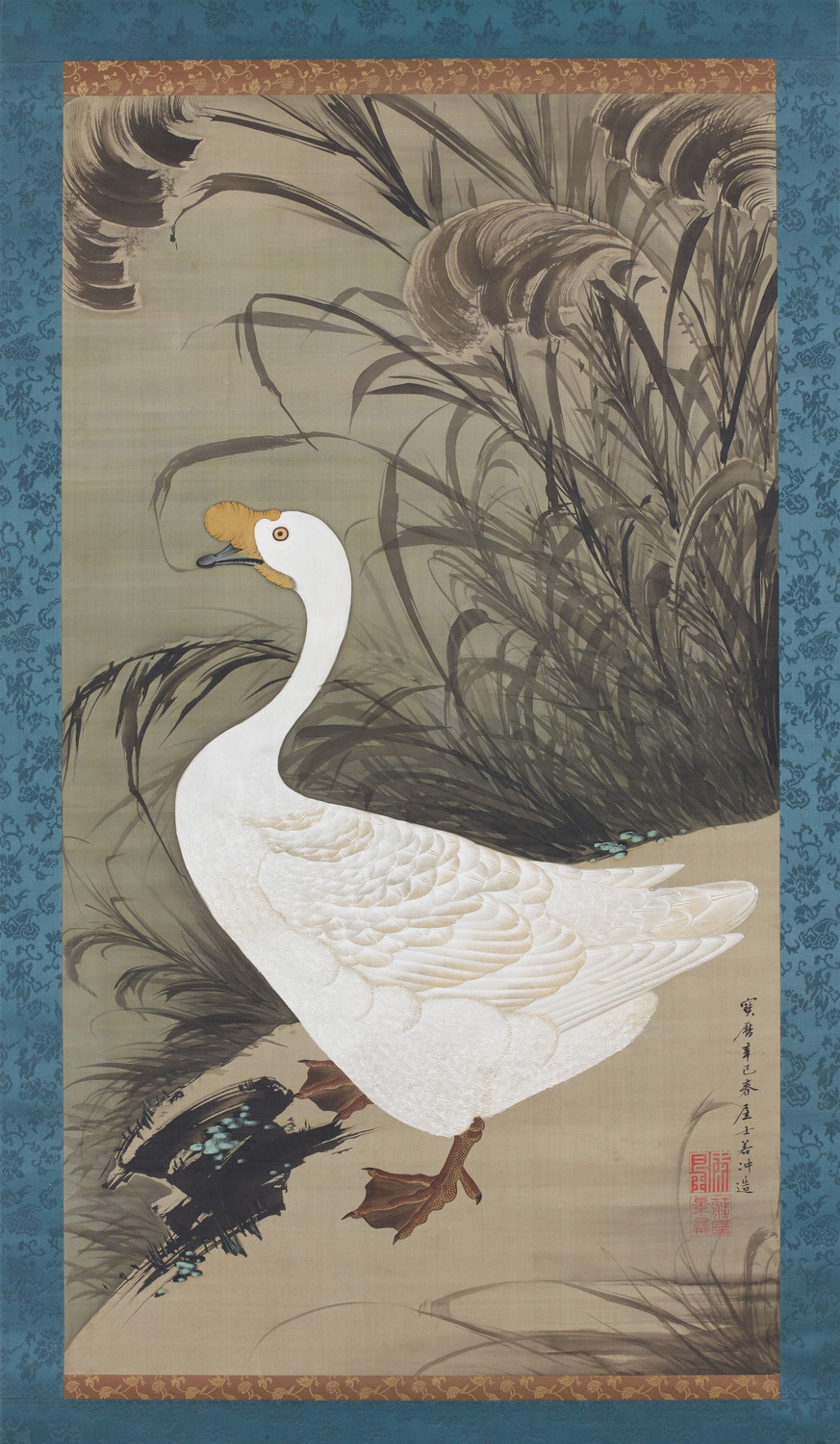
13. 芦鵞図
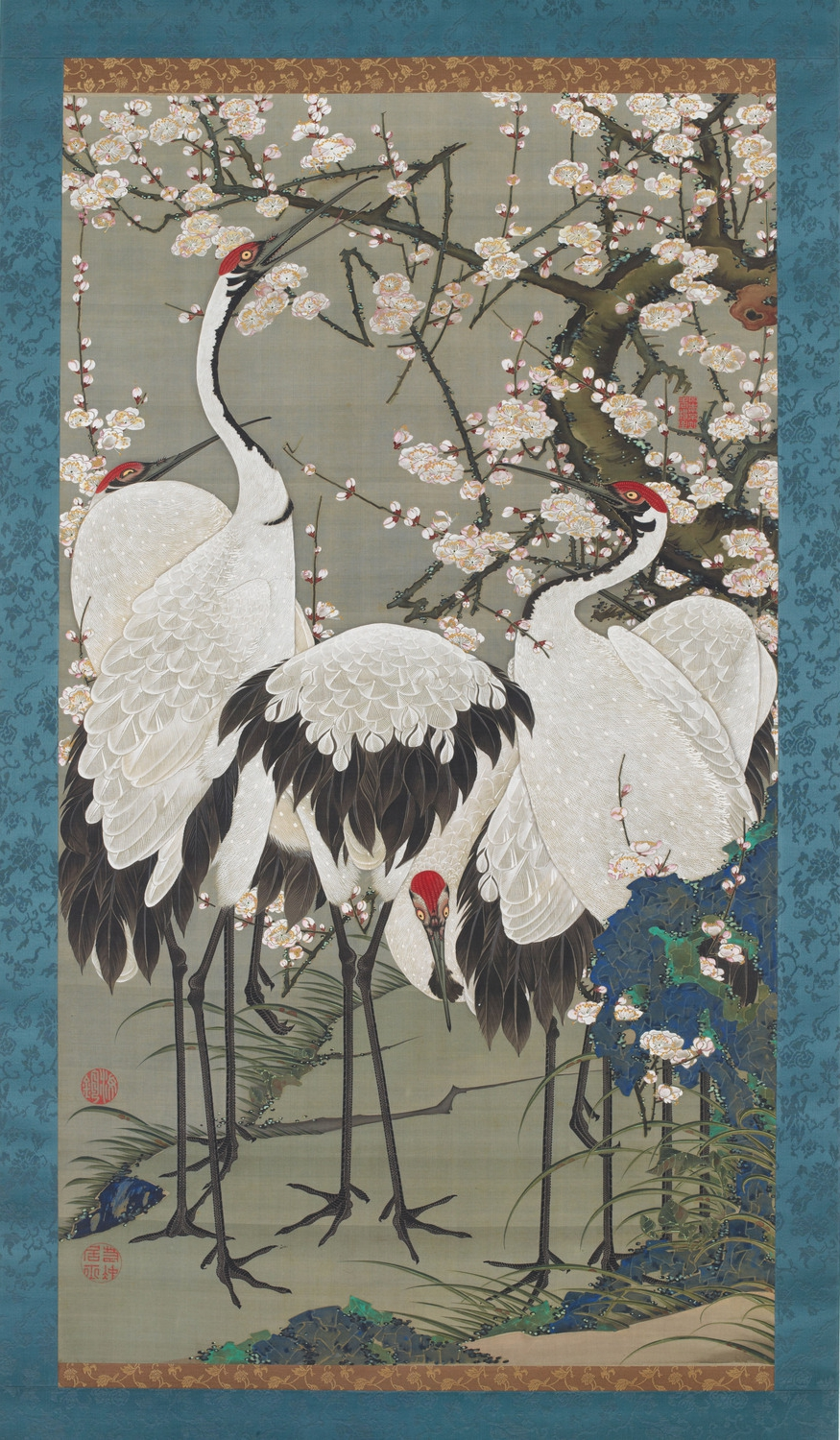
15. 梅花群鶴図
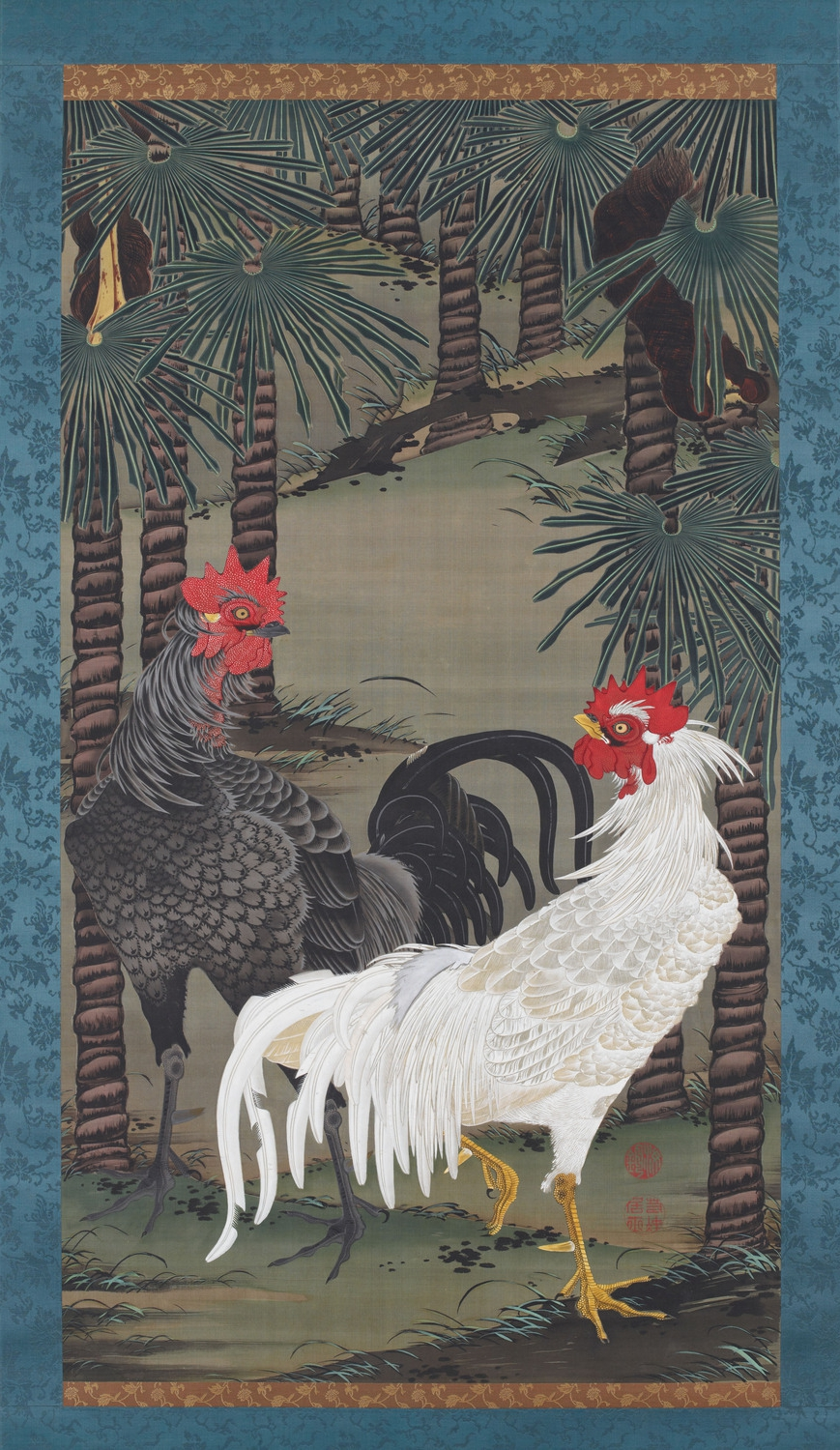
16. 棕櫚雄鶏図
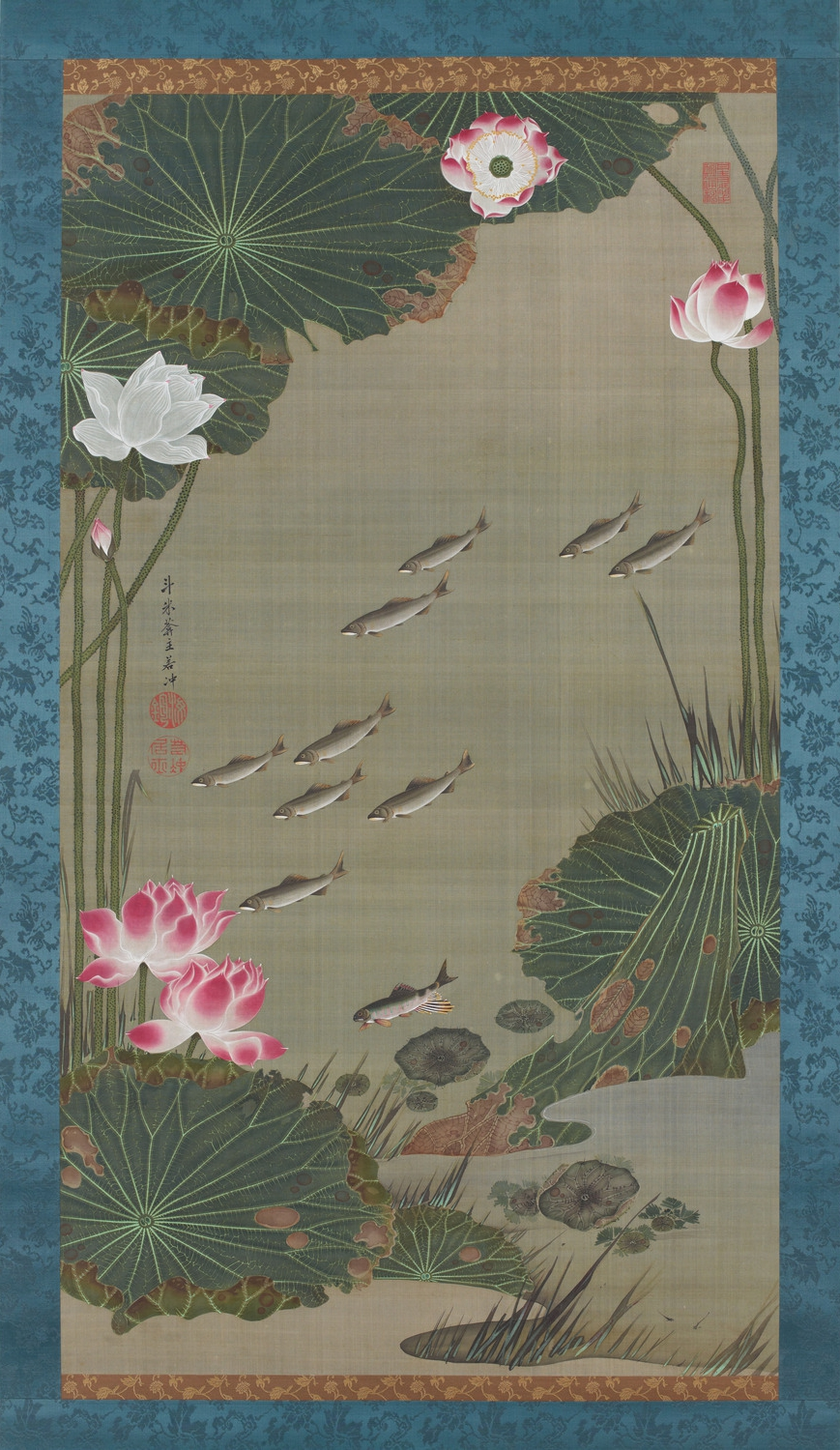
17. 蓮池遊魚図
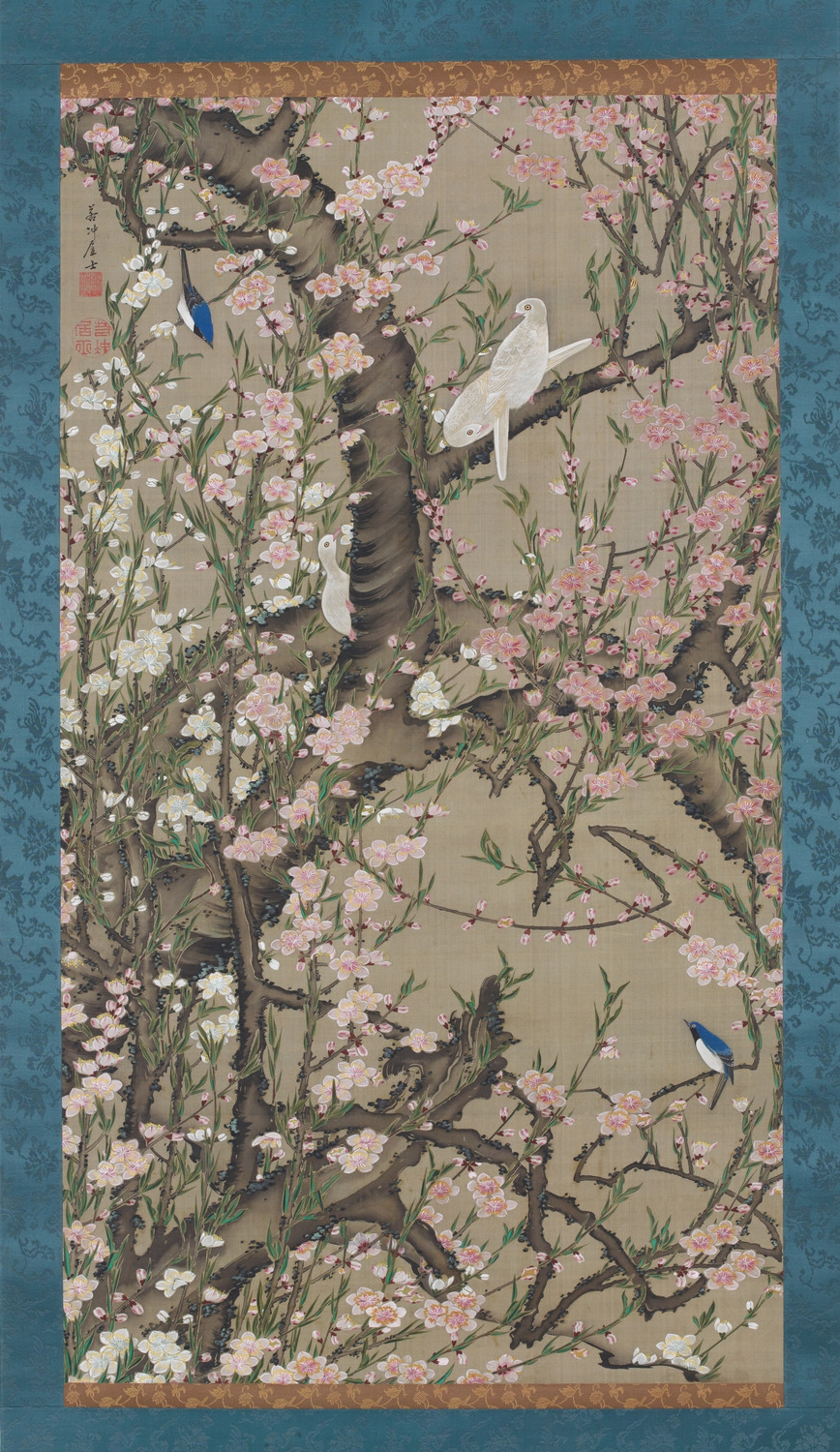
18. 桃花小禽図
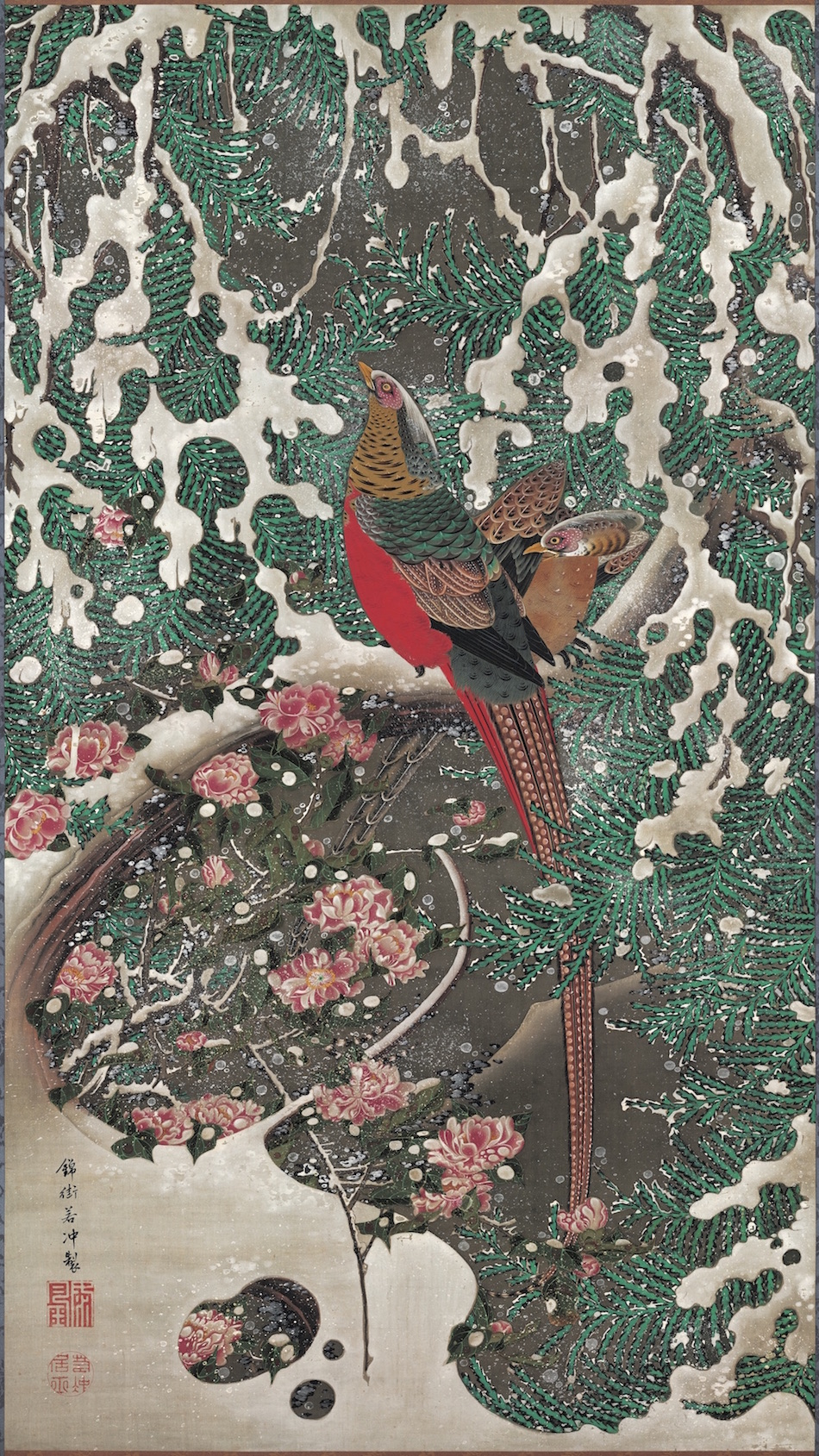
19. 雪中錦鶏図
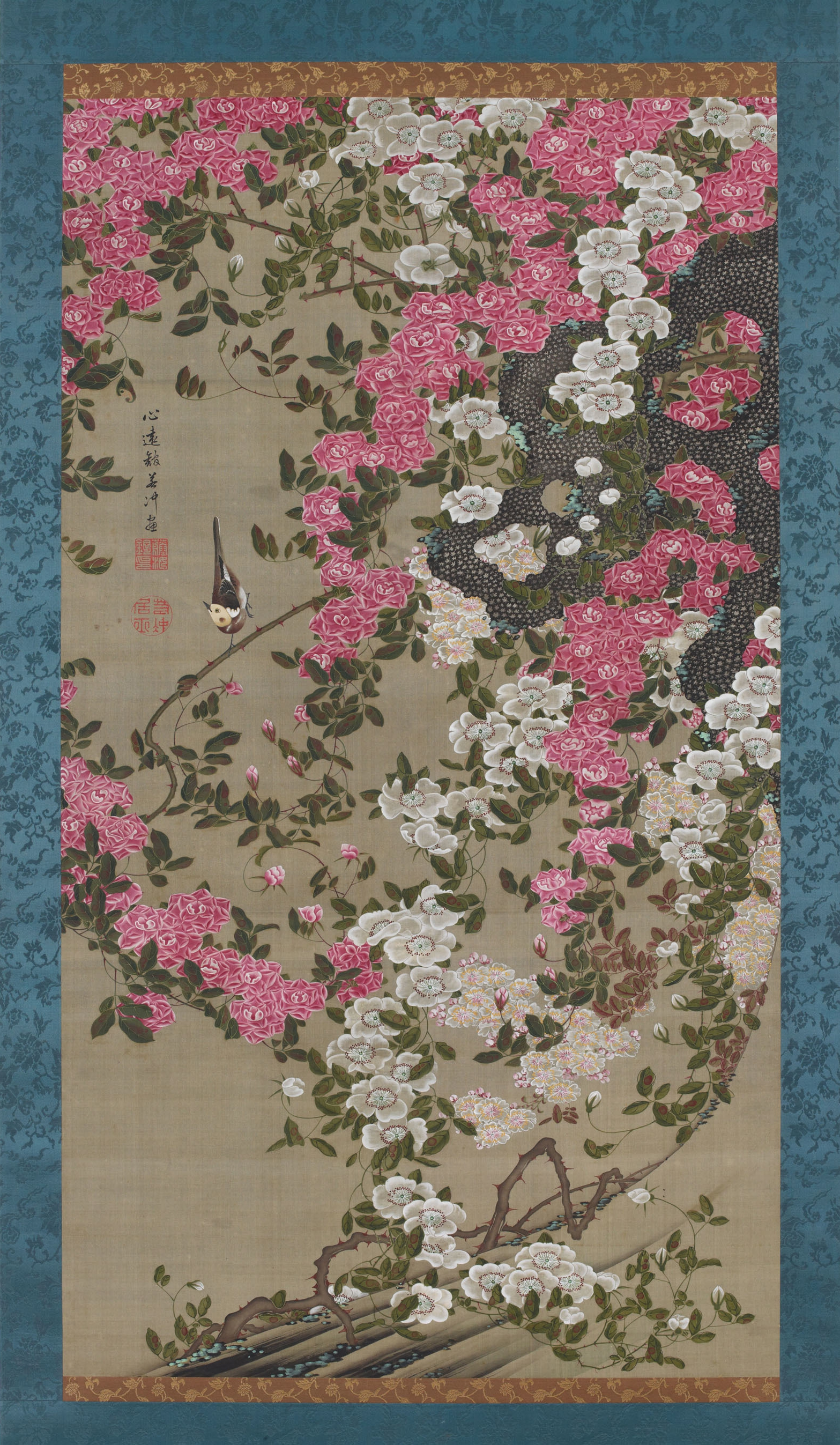
21. 薔薇小禽図
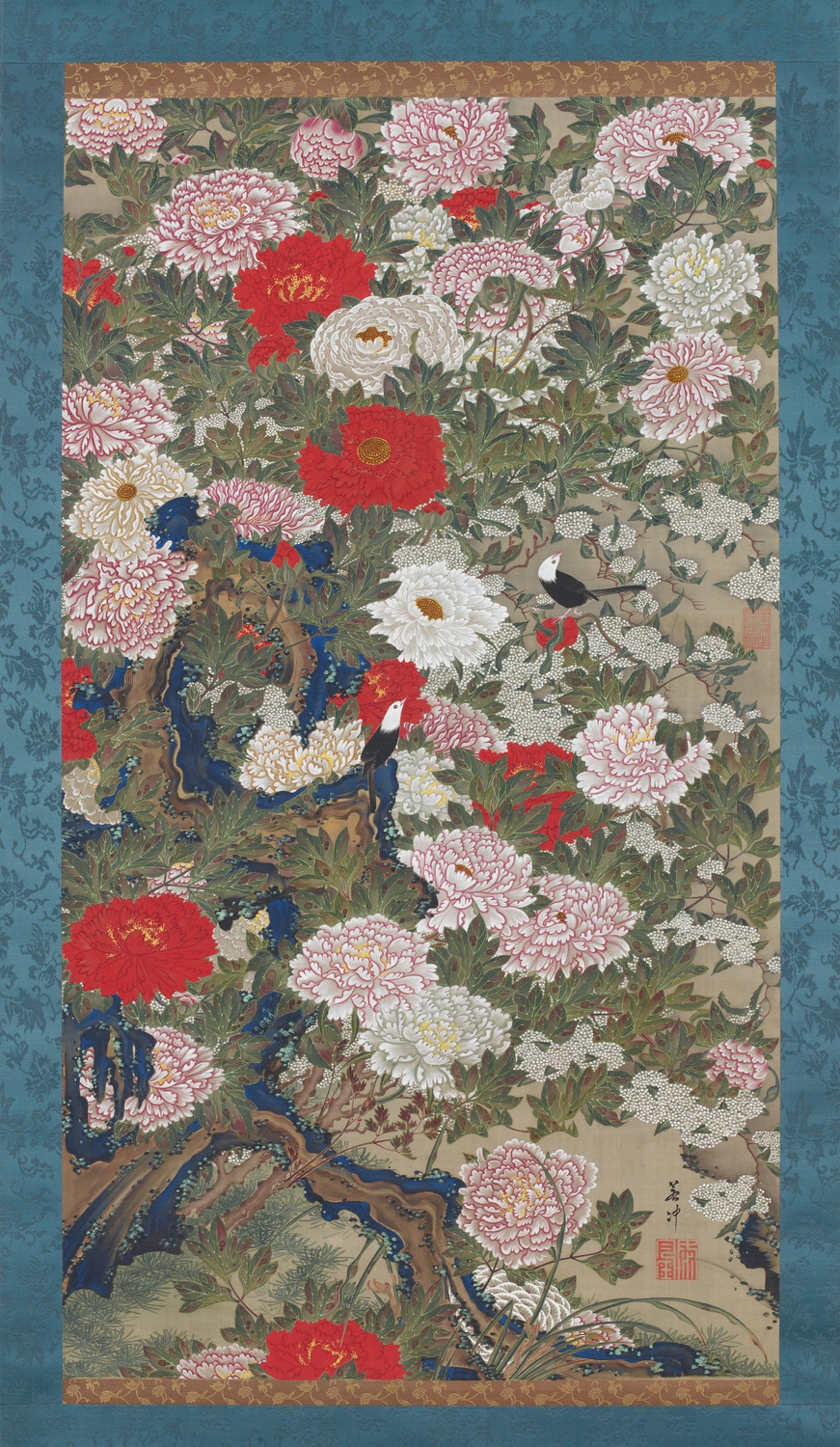
22. 牡丹小禽図
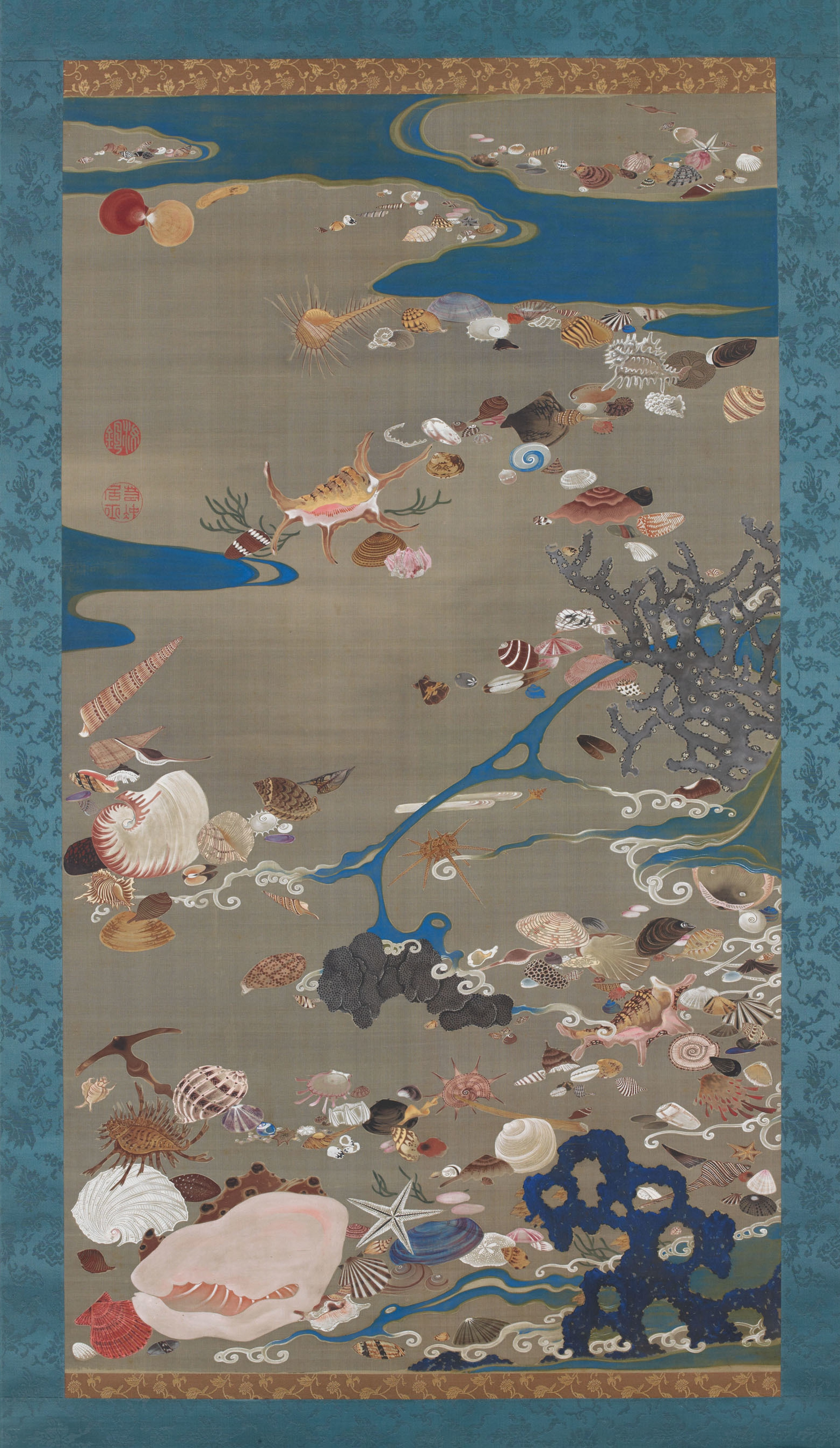
24. 貝甲図
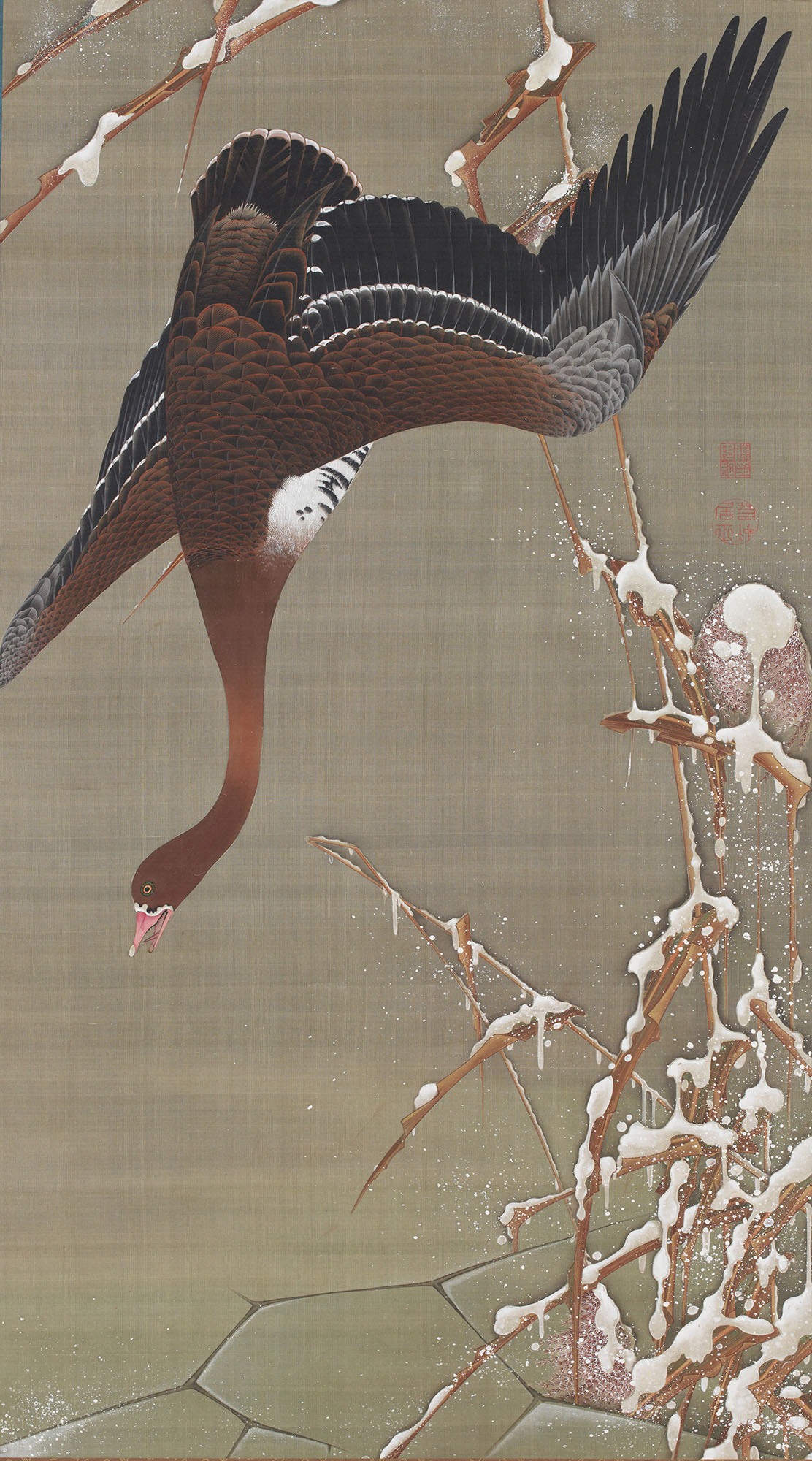
26. 芦雁図
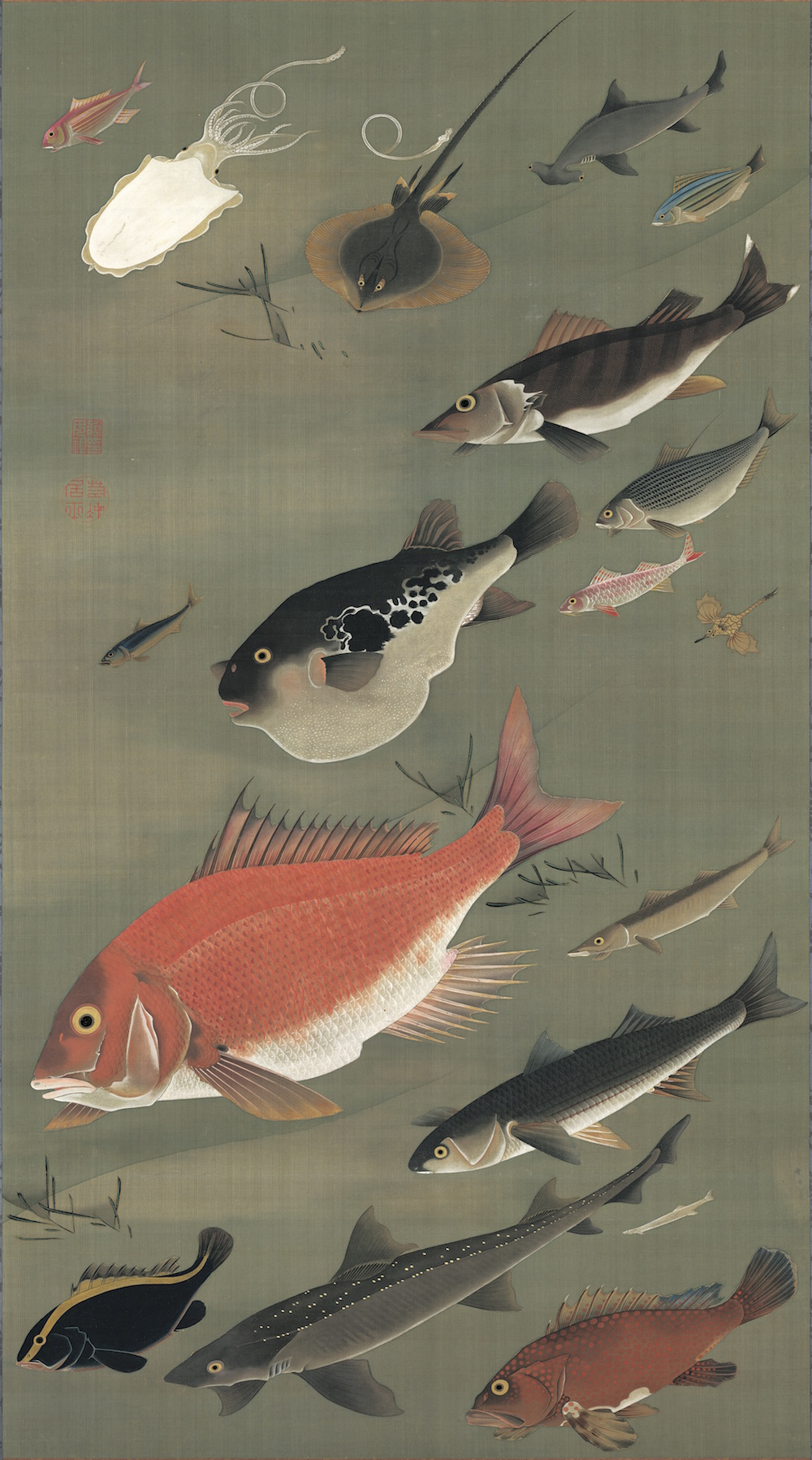
28. 群魚図
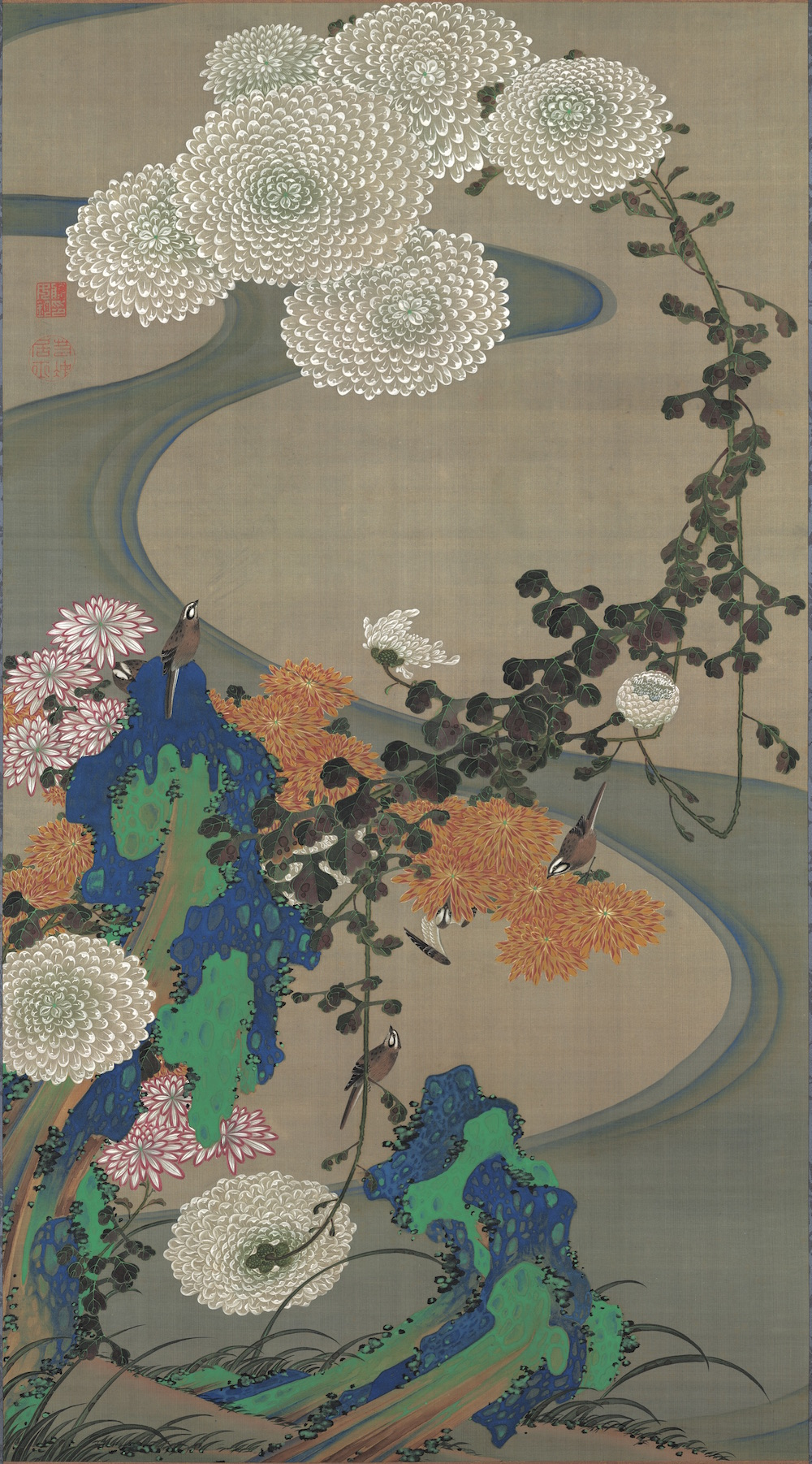
29. 菊花流水図
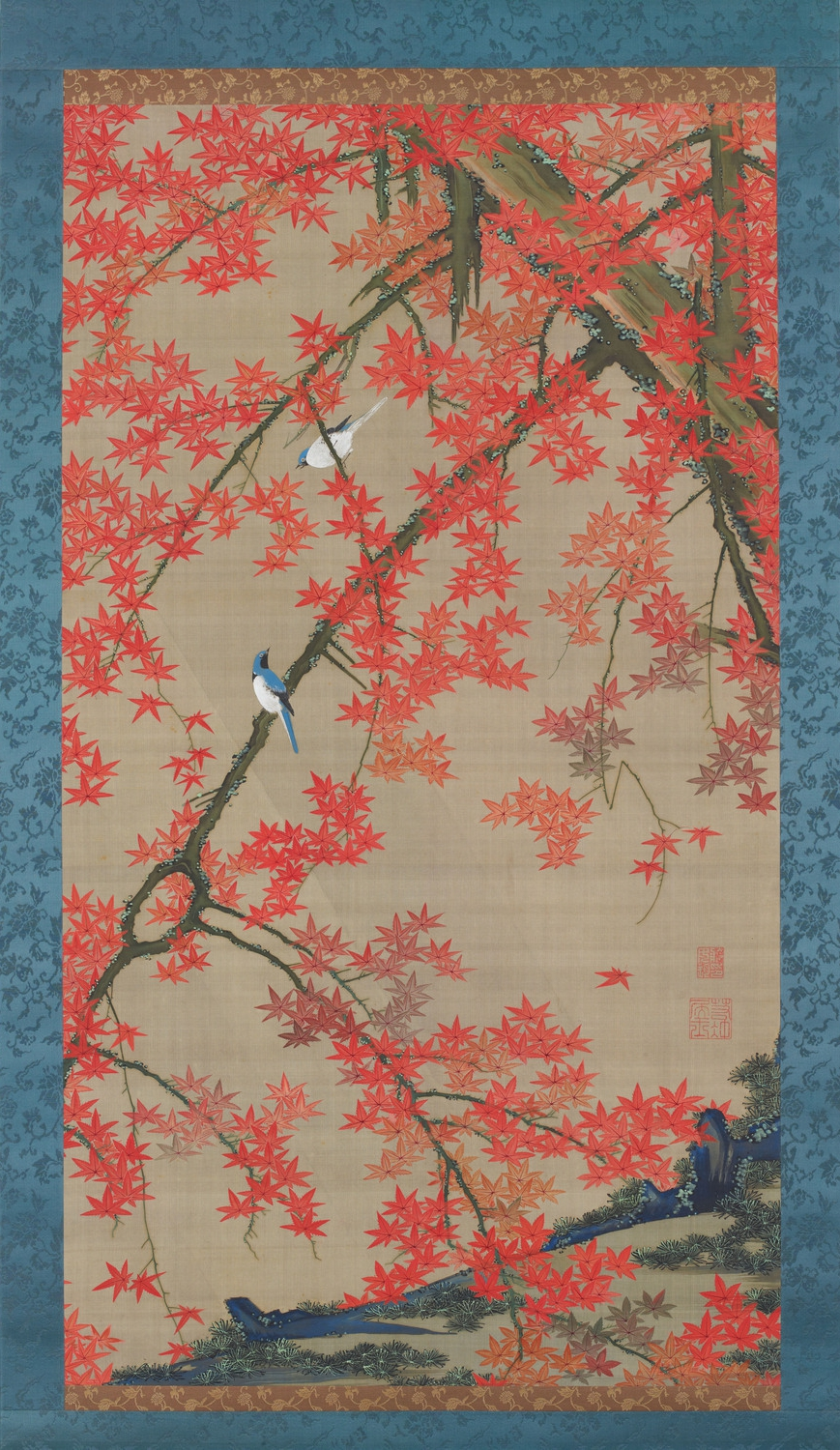
30. 紅葉小禽図

## 参考資料
- 宮内庁三の丸尚蔵館 東京文化財研究所編 『伊藤若冲 動植綵絵』 小学館、2010年 ISBN 978-4-09-699849-6
- 展覧会図録 『開基足利義満六〇〇年忌記念 若冲展』 相国寺承天閣美術館、2007年